# Pombo-passageiro
Pombo-passageiro ou pombo-viajante (nome científico: Ectopistes migratorius) é uma espécie extinta de pombo que era endêmica da América do Norte. Único membro do gênero Ectopistes, a ave desapareceu na natureza por volta do ano 1900, e o último exemplar conhecido, uma fêmea chamada Martha, morreu no Zoológico de Cincinnati em 1 de setembro de 1914.
O pombo-passageiro apresentava dimorfismo sexual: tamanho e coloração dos machos eram diferentes das femêas. O macho tinha 39 a 41 cm de comprimento, e eram principalmente cinza nas partes superiores, mais claro na parte inferior, com penas iridescentes cor de bronze no pescoço e manchas pretas nas asas. A fêmea media 38 a 40 cm e era mais opaca e marrom do que o macho de um modo geral. Os jovens eram semelhantes à fêmea, mas sem iridescência. Habitava principalmente as florestas decíduas do leste da América do Norte e também foi registrado em outros lugares, mas se reproduzia principalmente em torno dos Grandes Lagos. A espécie o migrava em enormes bandos, constantemente em busca de alimento, abrigo e locais para aninhar, e já foi a ave mais abundante na América do Norte, com cerca de 3 bilhões, e possivelmente até 5 bilhões indivíduos. Voando muito rápido, o pombo-passageiro podia atingir a velocidade de 100 km/h. A ave se alimentava principalmente de bolotas, frutas e invertebrados. Formava poleiros comunitários e se reproduzia cooperativamente; sua extrema sociabilidade pode estar ligada à busca por alimento e à saciedade de predadores.
Os pombos-passageiros foram caçados pelos nativos americanos, mas a caça se intensificou após a chegada dos europeus, principalmente no século XIX. A carne de pombo foi comercializada como alimento barato, resultando na captura em grande escala por muitas décadas. Vários outros fatores contribuíram para o declínio e subsequente extinção da espécie, incluindo o encolhimento das grandes populações reprodutoras necessárias para a preservação da espécie e o desmatamento generalizado, que destruiu seu habitat. Um lento declínio entre cerca de 1800 e 1870 foi seguido por um rápido declínio entre 1870 e 1890. Pensa-se que a última ave selvagem confirmada foi abatida em 1901. As últimas aves em cativeiro foram divididas em três grupos por volta da virada do século XX, alguns dos quais foram fotografados vivos. Martha, considerada a última pomba-passageira, morreu em 1º de setembro de 1914, no zoológico de Cincinnati. A erradicação desta espécie é um exemplo notável de extinção antropogênica.

## Taxonomia

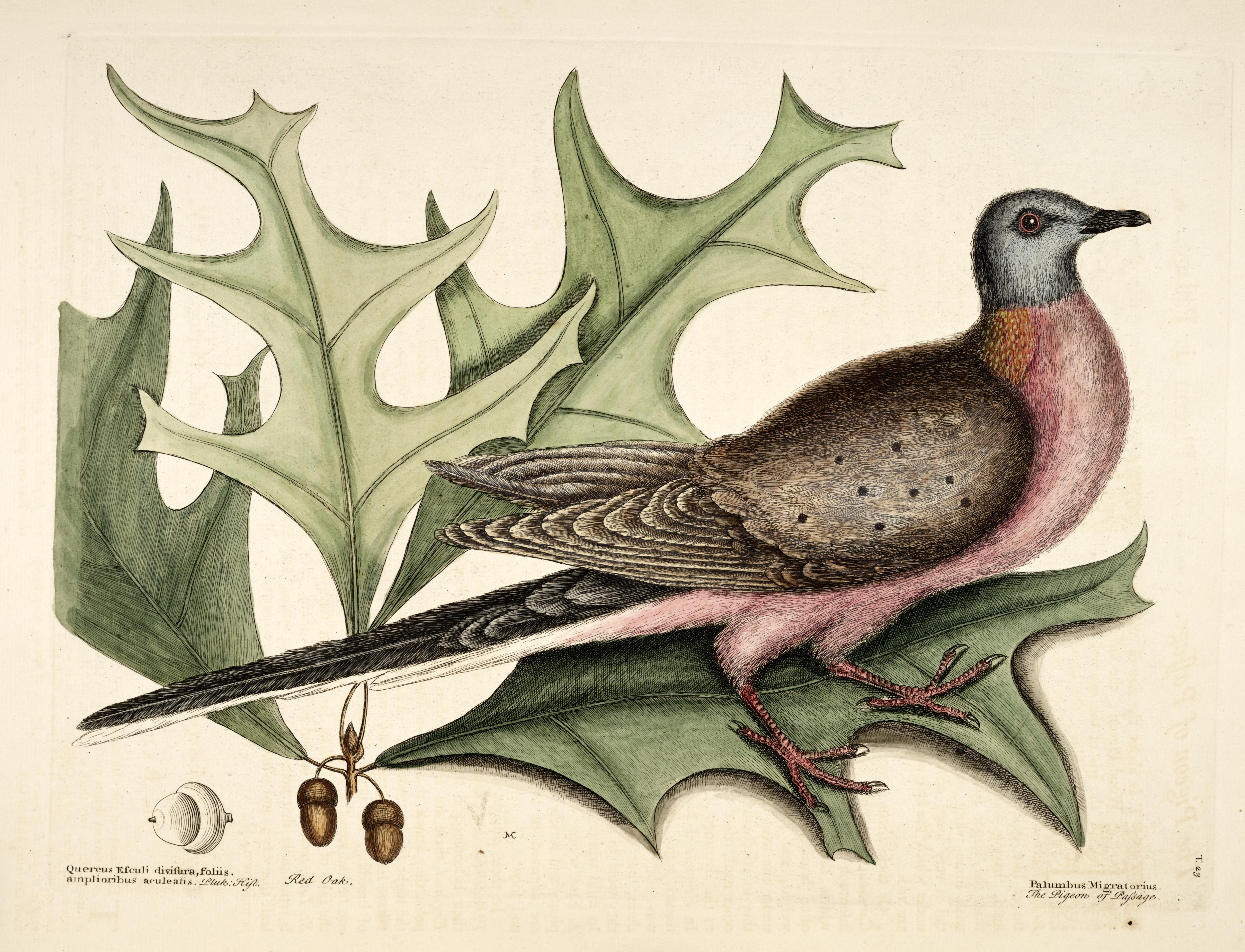
A mais antiga ilustração publicada da espécie: um macho por Mark Catesby, 1731.

O naturalista sueco Carlos Lineu cunhou o nome binomial Columba macroura tanto para a rola-carpideira como para o pombo-passageiro, na edição de 1758 da sua obra Systema Naturae (o marco inicial da nomenclatura biológica), na qual aparentemente considerou essas espécies idênticas. A descrição cita relatos dessas aves de dois livros mais antigos. Um deles foi a apresentação de Mark Catesby do pombo-passageiro, publicada em sua obra Natural History of Carolina, Florida and the Bahama Islands (1731-1743), em que se refere a esta ave como Palumbus migratorius, sendo acompanhada da primeira ilustração publicada da espécie. A descrição de Catesby foi combinada com a apresentação da rola-carpideira por George Edwards em 1743, que usou o nome C. macroura para essa ave. Não há nada que sugira que Lineu tenha visto exemplares dessas pombas, e acredita-se que sua descrição é totalmente derivada de relatos e ilustrações anteriores. Numa edição posterior do Systema Naturae, a de 1766, Lineu deixou cair o nome Columba macroura,  e no lugar cunhou C. migratoria para o pombo-passageiro e C. carolinensis para a rola-carpideira. Na mesma edição, Lineu também propôs o nome C. canadensis, inspirado em Turtur canadensis, nome usado pelo zoólogo francês Mathurin Jacques Brisson em 1760. A descrição de Brisson, como ficou provado mais tarde, foi baseada numa fêmea do pombo-passageiro, e, por este motivo, C. canadensis é hoje considerado sinônimo do nome científico atual da espécie.
Em 1827, o ornitólogo britânico William Swainson moveu o pombo-passageiro do gênero Columba para o novo gênero monotípico Ectopistes, em parte devido ao comprimento das asas e à forma de cunha da cauda. Em 1906, Outram Bangs sugeriu que, devido ao fato de Lineu ter copiado totalmente o texto de Catesby quando cunhou C. macroura, este nome deveria aplicar-se ao pombo-passageiro, resultando no binômio Ectopistes macroura. Em 1918, o ornitólogo norte-americano Harry Oberholser defendeu que C. canadensis deve ter precedência sobre C. migratoria (como E. canadensis), pois ele apareceu numa página anterior no livro de Lineu. Em 1952, o biólogo inglês Francis Hemming propôs que a Comissão Internacional de Nomenclatura Zoológica (CINZ) fixasse o epíteto específico macroura para a rola-carpideira, e migratorius para o pombo-passageiro, uma vez que este foi o uso pretendido pelos autores em cuja obra Lineu tinha baseado a sua descrição. Esta recomendação foi aceita pela comissão, que usou seus plenos poderes de designar o nome científico de espécies, resolvendo finalmente a controvérsia e estabelecendo o binômio Ectopistes migratorius como o nome científico do pombo-passageiro.

### Evolução

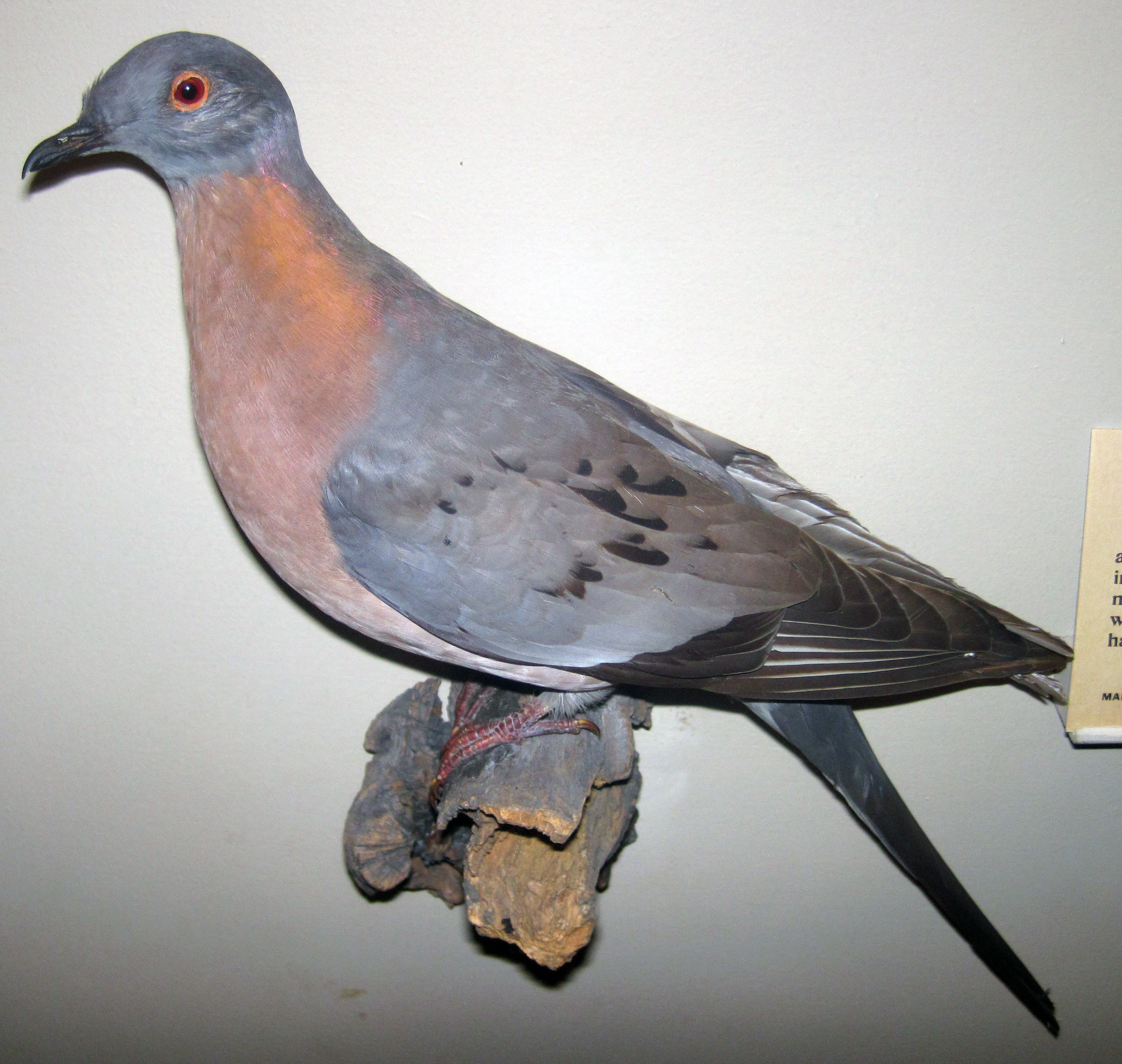
Pombo-passageiro macho empalhado do Museu Field de História Natural.

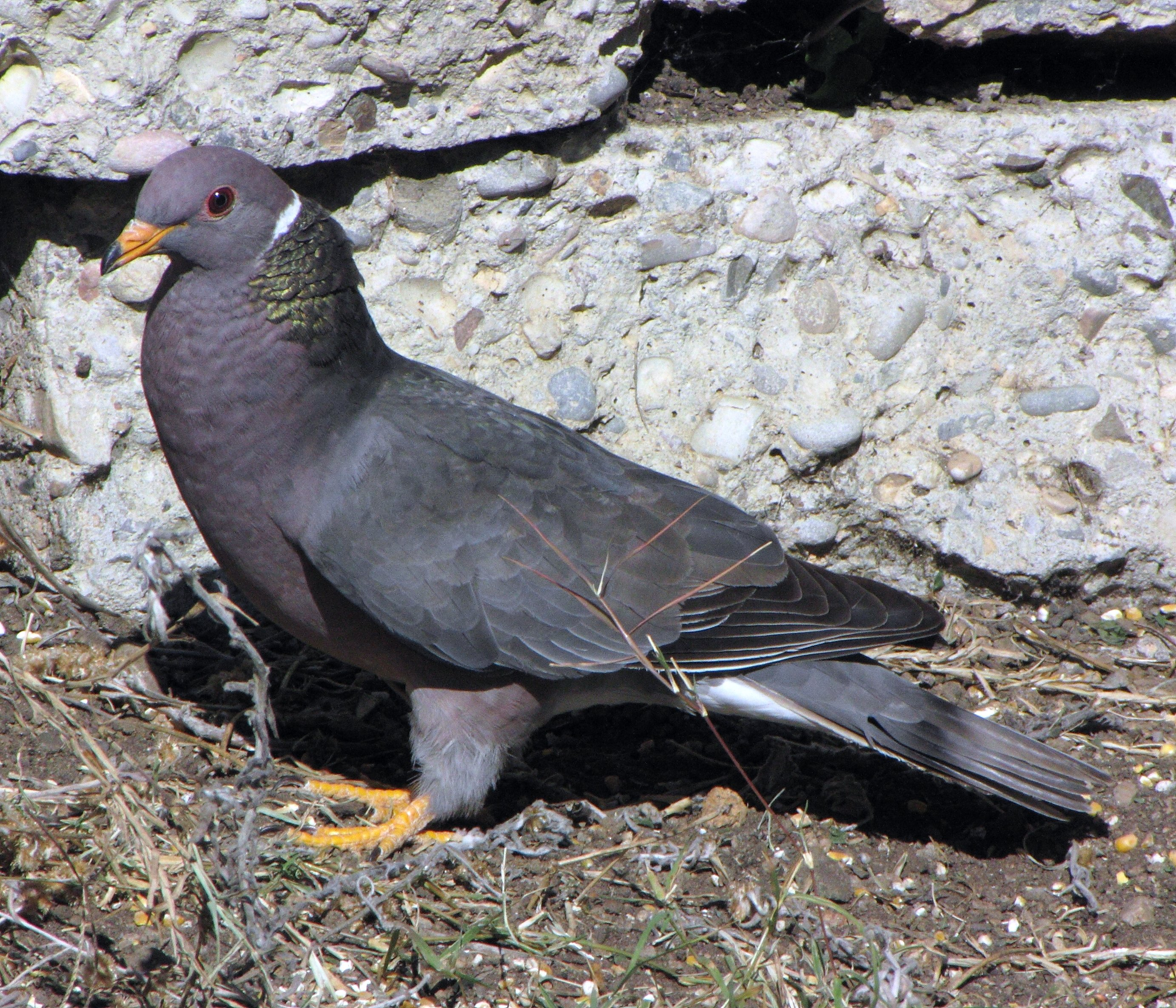
Pomba-de-coleira-branca, espécie relacionada do gênero Patagioenas.

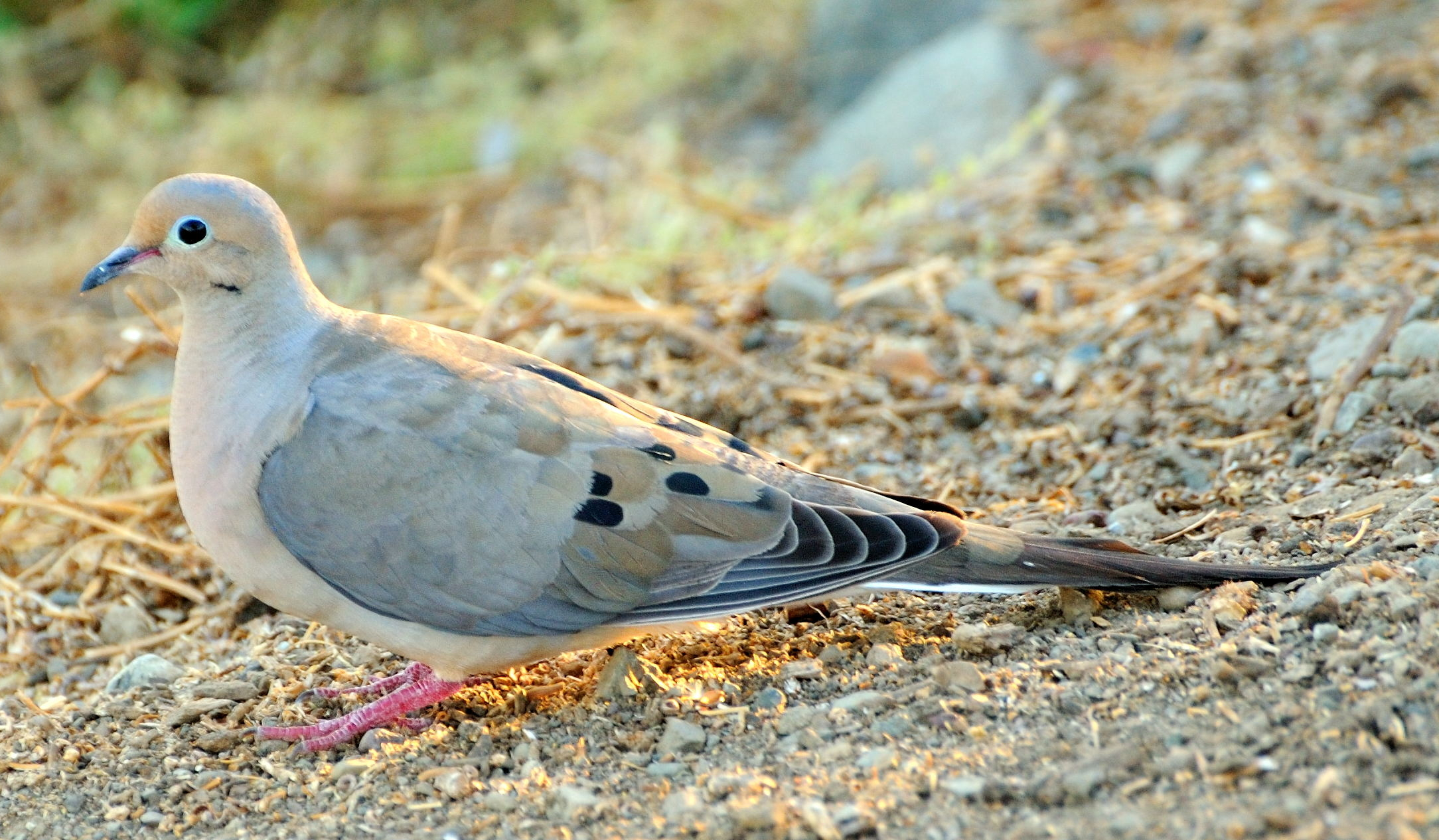
A rola-carpideira é muito parecida com o pombo-passageiro, mas não é um "primo" muito próximo deste.

O pombo-passageiro é membro da família Columbidae, na qual estão agrupados os pombos e as rolas. O fóssil mais antigo conhecido do gênero é um úmero isolado (USNM 430960) achado na mina Lee Creek, na Carolina do Norte, em sedimentos pertencentes à Formação Yorktown, que datam da idade do Zancliano do Plioceno, entre 5,3 e 3,6 milhões de anos atrás. Através da análise morfológica, acreditava-se que seus parentes vivos mais próximos eram os pombos Zenaida, particularmente a rola-carpideira (Z. macroura), espécie de aparência semelhante. Foi até sugerido que a rola-carpideira pertencia ao gênero Ectopistes, sendo listada como E. carolinensis por alguns autores, incluindo Thomas Mayo Brewer. Supunha-se que o pombo-passageiro era descendente de pombos Zenaida que se adaptaram às florestas nas planícies centrais da América do Norte.
O pombo-passageiro difere das espécies do gênero Zenaida por ser maior, por não possuir a faixa facial, por apresentar dimorfismo sexual, por ter penas iridescentes no pescoço, além do tamanho da ninhada ser menor. Em um estudo de 2002 da geneticista norte-americana Beth Shapiro e colegas, espécimes de museus do pombo-passageiro foram incluídos numa análise de DNA antigo pela primeira vez (em um artigo focado principalmente no dodô), e foi considerado o táxon irmão do gênero Macropygia. Os pombos Zenaida, por sua vez, mostraram-se relacionadas aos pombos dos gêneros Geotrygon e Leptotila.
Um estudo mais extenso de 2010 mostrou que o pombo-passageiro estava mais intimamente relacionado aos pombos do Novo Mundo do gênero Patagioenas, incluindo a pomba-de-coleira-branca (P. fasciata) do oeste da América do Norte, que estão relacionados às espécies do sudeste asiático dos gêneros Turacoena, Macropygia e Reinwardtoena. Este clado também está relacionado aos pombos Columba e Streptopelia do Velho Mundo (coletivamente denominados "pombos e rolas típicos"). Os autores do estudo sugeriram que os ancestrais do pombo-passageiro podem ter colonizado o Novo Mundo a partir do sudeste da Ásia voando através do Oceano Pacífico, ou talvez atravessando a Beríngia, ao norte.
Em um estudo de 2012, o DNA nuclear do pombo-passageiro foi analisado pela primeira vez e sua relação com os pombos Patagioenas foi confirmada. Em contraste com o estudo de 2010, esses autores sugeriram que seus resultados podem indicar que os ancestrais do pombo-passageiro e seus parentes do Velho Mundo podem ter se originado na região neotropical do Novo Mundo.
O cladograma abaixo consta no estudo do DNA de 2012 e mostra a posição filogenética do pombo-passageiro entre os seus "primos" mais próximos:

|  | \| \| Macropygia (pombos-cuco) \| \| \| \| \| \| Reinwardtoena \| \| \| \| |
|  |                                                                            |
|  | Turacoena                                                                  |
|  |                                                                            |
|  | Macropygia (pombos-cuco)                                                   |
|  |                                                                            |
|  | Reinwardtoena                                                              |
|  |                                                                            |

|  | Macropygia (pombos-cuco) |
|  |                          |
|  | Reinwardtoena            |
|  |                          |

|  | Columba (pombos do Velho Mundo) |
|  |                                 |
|  | Streptopelia (rolas)            |
|  |                                 |

|  | \| \| Macropygia (pombos-cuco) \| \| \| \| \| \| Reinwardtoena \| \| \| \| |
|  |                                                                            |
|  | Turacoena                                                                  |
|  |                                                                            |
|  | Macropygia (pombos-cuco)                                                   |
|  |                                                                            |
|  | Reinwardtoena                                                              |
|  |                                                                            |

|  | Macropygia (pombos-cuco) |
|  |                          |
|  | Reinwardtoena            |
|  |                          |

|  | Columba (pombos do Velho Mundo) |
|  |                                 |
|  | Streptopelia (rolas)            |
|  |                                 |

|  | Patagioenas (pombos do Novo Mundo) |
|  |                                    |
|  | Ectopistes (pombo-passageiro)      |
|  |                                    |

|  | \| \| Macropygia (pombos-cuco) \| \| \| \| \| \| Reinwardtoena \| \| \| \| |
|  |                                                                            |
|  | Turacoena                                                                  |
|  |                                                                            |
|  | Macropygia (pombos-cuco)                                                   |
|  |                                                                            |
|  | Reinwardtoena                                                              |
|  |                                                                            |

|  | Macropygia (pombos-cuco) |
|  |                          |
|  | Reinwardtoena            |
|  |                          |

|  | Columba (pombos do Velho Mundo) |
|  |                                 |
|  | Streptopelia (rolas)            |
|  |                                 |

|  | \| \| Macropygia (pombos-cuco) \| \| \| \| \| \| Reinwardtoena \| \| \| \| |
|  |                                                                            |
|  | Turacoena                                                                  |
|  |                                                                            |
|  | Macropygia (pombos-cuco)                                                   |
|  |                                                                            |
|  | Reinwardtoena                                                              |
|  |                                                                            |

|  | Macropygia (pombos-cuco) |
|  |                          |
|  | Reinwardtoena            |
|  |                          |

|  | Columba (pombos do Velho Mundo) |
|  |                                 |
|  | Streptopelia (rolas)            |
|  |                                 |

|  | Patagioenas (pombos do Novo Mundo) |
|  |                                    |
|  | Ectopistes (pombo-passageiro)      |
|  |                                    |

|  | \| \| Macropygia (pombos-cuco) \| \| \| \| \| \| Reinwardtoena \| \| \| \| |
|  |                                                                            |
|  | Turacoena                                                                  |
|  |                                                                            |
|  | Macropygia (pombos-cuco)                                                   |
|  |                                                                            |
|  | Reinwardtoena                                                              |
|  |                                                                            |

|  | Macropygia (pombos-cuco) |
|  |                          |
|  | Reinwardtoena            |
|  |                          |

|  | Columba (pombos do Velho Mundo) |
|  |                                 |
|  | Streptopelia (rolas)            |
|  |                                 |

|  | \| \| Macropygia (pombos-cuco) \| \| \| \| \| \| Reinwardtoena \| \| \| \| |
|  |                                                                            |
|  | Turacoena                                                                  |
|  |                                                                            |
|  | Macropygia (pombos-cuco)                                                   |
|  |                                                                            |
|  | Reinwardtoena                                                              |
|  |                                                                            |

|  | Macropygia (pombos-cuco) |
|  |                          |
|  | Reinwardtoena            |
|  |                          |

|  | Columba (pombos do Velho Mundo) |
|  |                                 |
|  | Streptopelia (rolas)            |
|  |                                 |

|  | Patagioenas (pombos do Novo Mundo) |
|  |                                    |
|  | Ectopistes (pombo-passageiro)      |
|  |                                    |

|  | \| \| Macropygia (pombos-cuco) \| \| \| \| \| \| Reinwardtoena \| \| \| \| |
|  |                                                                            |
|  | Turacoena                                                                  |
|  |                                                                            |
|  | Macropygia (pombos-cuco)                                                   |
|  |                                                                            |
|  | Reinwardtoena                                                              |
|  |                                                                            |

|  | Macropygia (pombos-cuco) |
|  |                          |
|  | Reinwardtoena            |
|  |                          |

|  | Columba (pombos do Velho Mundo) |
|  |                                 |
|  | Streptopelia (rolas)            |
|  |                                 |

|  | \| \| Macropygia (pombos-cuco) \| \| \| \| \| \| Reinwardtoena \| \| \| \| |
|  |                                                                            |
|  | Turacoena                                                                  |
|  |                                                                            |
|  | Macropygia (pombos-cuco)                                                   |
|  |                                                                            |
|  | Reinwardtoena                                                              |
|  |                                                                            |

|  | Macropygia (pombos-cuco) |
|  |                          |
|  | Reinwardtoena            |
|  |                          |

|  | Columba (pombos do Velho Mundo) |
|  |                                 |
|  | Streptopelia (rolas)            |
|  |                                 |

|  | Patagioenas (pombos do Novo Mundo) |
|  |                                    |
|  | Ectopistes (pombo-passageiro)      |
|  |                                    |

O DNA de exemplares antigos de museus está frequentemente degradado e fragmentado, e os espécimes de pombos-passageiros têm sido utilizados em vários estudos para descobrir métodos melhorados de análise e montagem dos genomas de tal material. Amostras de DNA são muitas vezes retiradas dos dedos do pés das peles de aves em museus, pois isso pode ser feito sem causar danos significativos aos valiosos espécimes. O pombo-passageiro não tinha subespécies conhecidas. Ocorreu hibridação entre o pombo-passageiro e a rola-mansa (Streptopelia risoria) no aviário de Charles Otis Whitman (que possuía muitas das últimas aves em cativeiro por volta da virada do século XX, e as manteve com outras espécies de pombos), mas a prole era infértil.

### Etimologia
O nome do gênero, Ectopistes, quer dizer "em movimento" ou "errante"; enquanto o epíteto específico, migratorius, faz referência aos hábitos migratórios da ave. O nome binomial completo pode, assim, ser traduzido como "viajante migratório". Os nomes populares pombo-passageiro em português e passenger pigeon em inglês, também remetem a este comportamento. Na época que a espécie era viva, o termo passenger pigeon era usado como sinônimo de "pombo selvagem". Em língua inglesa, além de passenger pigeon, a ave era chamada de blue pigeon, merne rouck pigeon, wandering long-tailed dove, e wood pigeon. No século XVIII, o pombo-passageiro era conhecido como tourte na Nova França (atual Canadá), mas os franceses na Europa se referiam a ele como tourtre. Em francês moderno, é conhecido como tourte voyageuse ou pigeon migrateur, dentre outros nomes.
Nas línguas algonquinas, dos nativos americanos, o pombo foi chamado de amimi pelos lenapes, omiimii na língua ojíbua, e mimia pelos Kaskaskia. Outros nomes em idiomas de indígenas americanos incluem ori'te em mohawk, e putchee nashoba, ou "pomba perdida", em choctaw. Os senecas o chamavam de jahgowa, que significa "pão grande", pois era uma fonte de alimento para as suas tribos. O chefe Simon Pokagon do povo Potawatomi afirmou que seu povo chamava o pombo-passageiro de O-me-me-wog, e que os europeus não adotavam os nomes nativos da ave; como esta espécie lembrava seus pombos domésticos, preferiram chama-la de pombo "selvagem", da mesma forma que chamavam os povos nativos de homens "selvagens".

## Descrição
O pombo-passageiro pesava entre 260 e 340 gramas e apresentava dimorfismo sexual em relação ao tamanho e coloração. O macho adulto media cerca de 39 a 41 cm de comprimento. Cabeça, nuca e área abaixo da nuca eram de cor cinza-azulada. Nas laterais do pescoço e no manto superior havia penas de exibição iridescentes que foram variavelmente descritas como sendo bronze-brilhante, violeta ou verde-dourado, dependendo do ângulo de incidência da luz. A parte superior do dorso e as asas tinham uma tonalidade cinza pálido ou ardósia tingido de marrom-oliva, que se convertia em marrom-acinzentado na extremidade das asas. A parte inferior do dorso era de um azul-cinzento-escuro que se tornava marrom-acinzentado nas penas coberteiras superiores da cauda. As penas maiores e medianas das asas eram cinza-pálido, com um pequeno número de manchas pretas irregulares próximas da extremidade. As penas primárias e secundárias das asas tinham um tom castanho-escuro com uma margem branca estreita no lado exterior das secundárias. As duas penas centrais da cauda eram cinza-acastanhadas, e o restante, brancas.
O padrão da cauda era distintivo, pois tinha bordas exteriores brancas com manchas enegrecidas que ficavam em evidência durante o voo. A parte inferior da garganta e o peito era suntuosamente rosada, gradualmente se convertendo num rosa mais pálido abaixo, e depois em branco no abdome e nas penas que recobrem a parte inferior da cauda. Esta região também tinha algumas manchas negras. O bico era preto, enquanto os pés e as pernas eram de um vermelho coral brilhante. Ele tinha uma íris vermelho-carmim cercada por um anel ocular estreito vermelho-púrpura. A asa do macho media entre 19,6 e 21,5 cm; a cauda, 17,5 a 21 cm; o bico, 1,5 a 1,8 cm; e o tarso, 2,6 a 2,8 cm.
A fêmea adulta de pombo-passageiro era ligeiramente menor do que o macho: ela media de 38 a 40 cm de comprimento. De um modo geral, tinha cores menos vívidas, e uma testa, coroa e a região da nuca até os escápulas marrom-cinzentas. Suas penas nas laterais do pescoço tinham menos iridescência que as do macho. A parte inferior da garganta e peito tinham um tom cinza-lustroso que se convertia em branco na barriga e nas penas sob a cauda. O dorso era marrom e o ventre possuía um tom de marrom mais pálido e menos castanho-avermelhado do que o do macho. Asas, costas e cauda eram semelhantes na aparência aos do machos, exceto que as bordas exteriores das penas primárias eram castanhas ou avermelhadas. As asas tinham mais manchas do que as do macho. A cauda era menor, e as pernas e os pés eram vermelho-pálido. A íris era vermelha-alaranjada, com um anel orbital nu azul-acinzentado. A asa da fêmea media 18 a 21 cm; a cauda, 15 a 20 cm; o bico, 1,5 a 1,8 cm; e o tarso 2,5 a 2,8 cm.
Os indivíduos jovens da espécie tinham uma plumagem parecida com a da fêmea adulta, mas carecia de manchas nas asas, e apresentava um marrom-acinzentado mais escuro na cabeça, pescoço e peito. As penas nas asas tinham franjas cinza-pálido (também descrito como pontas brancas), dando-lhe uma aparência escamada. As secundárias eram castanho-enegrecidas com bordas claras, e as penas escapulares tinham um tom castanho-avermelhado desbotado. As primárias também tinham suas pontas ruiva-amarronzadas. As penas do pescoço não tinham iridescência. As pernas e os pés eram de cor vermelho-escuro, e a íris acastanhada, rodeada por um estreito anel carmim. A plumagem de ambos os sexos era semelhante durante o primeiro ano de vida.
Das centenas de peles sobreviventes, apenas uma parece ter cor aberrante: uma fêmea adulta da coleção de Walter Rothschild, abrigada no Museu de História Natural de Tring. É marrom-lavado nas partes superiores, asas coberteiras, penas secundárias, e cauda (que teria sido cinza), e branco nas penas primárias e partes inferiores. As manchas, normalmente pretas, são marrons, e tem a cor branca na cabeça, costas e penas coberteiras na parte superior das asas, mas a iridescência não foi afetada. A mutação marrom é um resultado de uma redução da eumelanina, devido à síntese incompleta (oxidação) deste pigmento. Esta mutação ligada ao sexo é comum em aves selvagens do sexo feminino, mas acredita-se que as penas brancas deste espécime, em vez disso, são o resultado de branqueamento devido à exposição à luz solar.

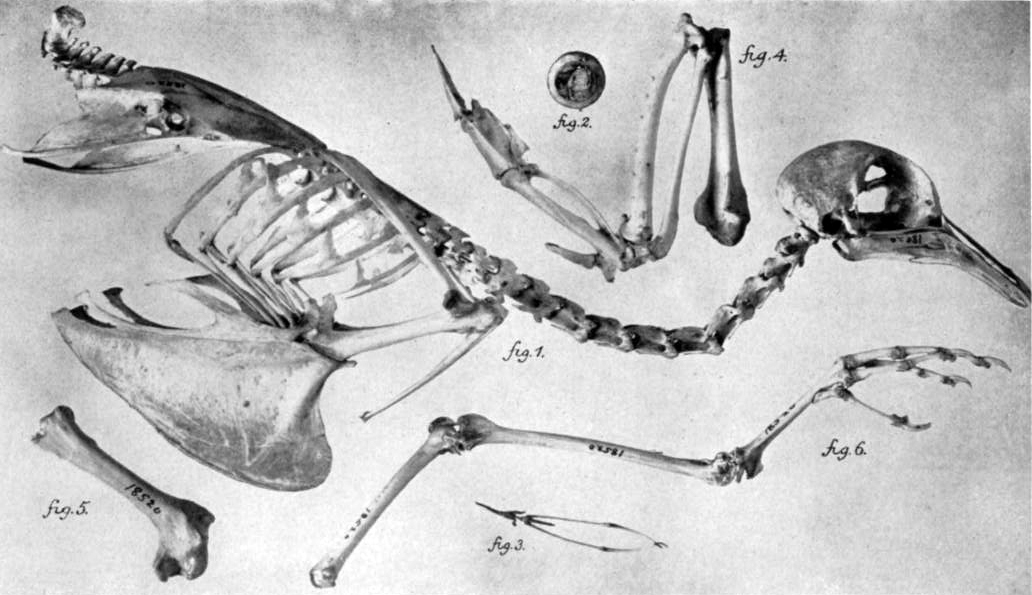
Esqueleto de um macho, 1914.

O pombo-passageiro estava fisicamente adaptado para ter um voo com velocidade, resistência e possibilidade de manobras. Foi descrito como uma versão simplificada da forma típica de um pombo, como o pombo-doméstico (Columba livia). As asas eram muito longas e pontiagudas, a corda máxima da asa (em relação as penas primárias) media 22 cm, e 12 cm até as secundárias. A cauda, que representava grande parte do comprimento total do indivíduo, era longa e em forma de cunha (ou graduada), com duas penas centrais mais longas que as demais. O corpo era esbelto e estreito, e a cabeça e o pescoço eram pequenos.
A anatomia interna do pombo-passageiro foi pouco descrita. Robert W. Shufeldt encontrou poucas diferenças na osteologia da ave em relação a outros pombos ao examinar um esqueleto de um macho em 1914, mas Julian Hume observou várias características distintas numa descrição mais detalhada publicada em 2015. O pombo tinha músculos na região do peito particularmente grandes, o que indica capacidade poderosa de voo (músculo peitoral maior para movimentos para baixo e o músculo supracoracoide para voos para cima). O osso coracoide (que liga a escápula, fúrcula, e esterno) era grande em relação ao tamanho da ave, com 33,4 mm e eixos retilíneos e extremidade articular mais robusta do que em outros pombos. A fúrcula tinha um formato de V mais nítido e era mais robusta, com extremidades articulares expandidas. A escápula era longa, em linha reta, e robusta, e sua extremidade distal alargada. O esterno era muito grande e robusto comparado com o de outros pombos; sua quilha media 2,5 cm de profundidade. Os processos uncinados sobrepostos, que fortalecem a caixa torácica, eram muito bem desenvolvidos. Os ossos da asa (úmero, ulna e carpometacarpo) eram curtos mas robustos em comparação com os de outros pombos. Os ossos da perna eram semelhantes aos de outras aves do grupo.

### Vocalização

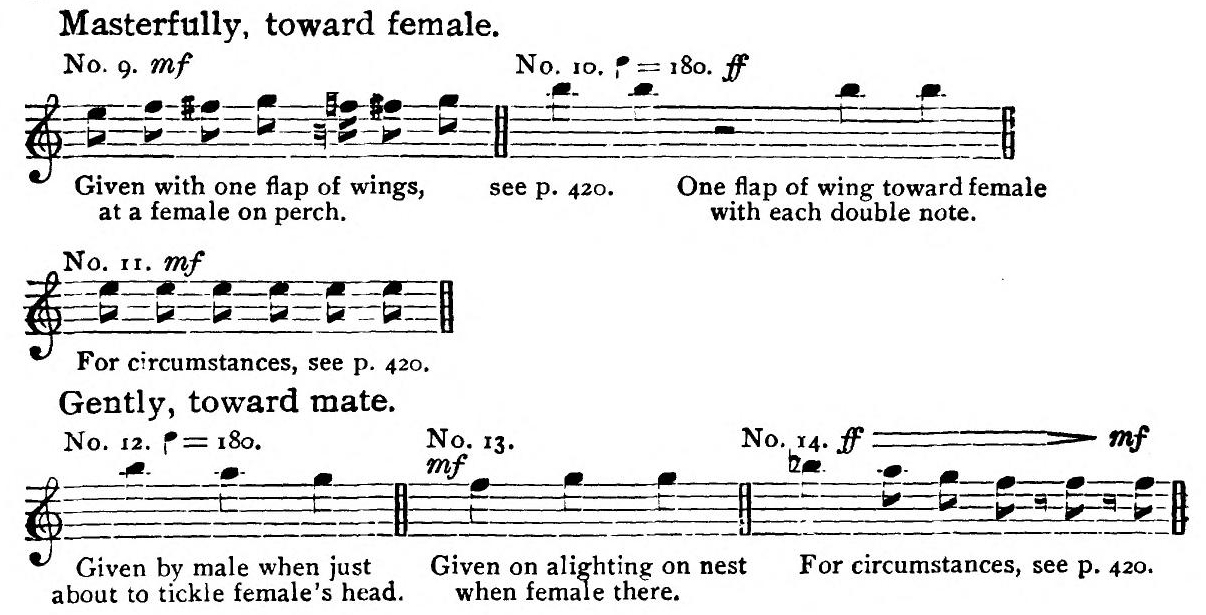
Notas musicais documentando vocalizações de pombos-passageiros machos, compiladas por Wallace Craig, 1911.

O barulho produzido por bandos de pombos-passageiros foi descrito como ensurdecedor, audível por milhas de distância. A vocalização da ave era ruidosa, áspera, e não musical. Também foi descrita por alguns como cacarejos, gorjeios e arrulhos, e como uma série de notas baixas ao invés de uma canto verdadeiro. As aves aparentemente emitiam grasnidos quando construíam os ninhos, e sons parecidos com os de sinos quando se acasalavam. Durante a alimentação, alguns indivíduos emitiam chamadas de alarme frente a uma ameaça, e o resto do bando repetia o som enquanto levantavam voo.
Em 1911, o cientista comportamental americano Wallace Craig publicou um relato dos movimentos e sons desta espécie em uma série de descrições e notações musicais. Ele se baseou na observação de pombos-passageiros cativos de Charles Whitman em 1903. Craig compilou esses registros para ajudar na identificação de possíveis sobreviventes em estado selvagem (já que as rolas-carpideiras poderiam ser confundidas com pombos-passageiros), embora tenha notado que essa "informação escassa" era provavelmente tudo o que restaria sobre o assunto. De acordo com Craig, o chamado era um simples e áspero "keck" que poderia ser emitido duas vezes seguidas, com uma pausa no meio. Acredita-se que era usado para atrair a atenção de outro pombo. Outro chamado era uma repreensão mais frequente e variável. Esse som era descrito como "kee-kee-kee-kee" ou "tete! tete! tete!", e era usado tanto para alertar um companheiro como para afastar um inimigo. Uma variante desse chamado, descrita como um longo e prolongado "tweet", poderia ser usada para chamar um bando de pombos-passageiros que passavam por cima, que pousariam em uma árvore próxima. "Keeho" era um arrulho suave que, seguido por notas de "keck" mais altas ou uma repreensão, era direcionado ao parceiro. Um pombo-passageiro aninhado também emitia um fluxo de pelo menos oito notas misturadas - agudas e graves - e terminavam com "keeho". No geral, as fêmeas eram mais silenciosas e cantavam com pouca frequência. Craig sugeriu que a voz alta e estridente e a musicalidade "degenerada" eram resultado da convivência em colônias populosas, onde apenas os sons mais altos podiam ser ouvidos.

## Distribuição e habitat

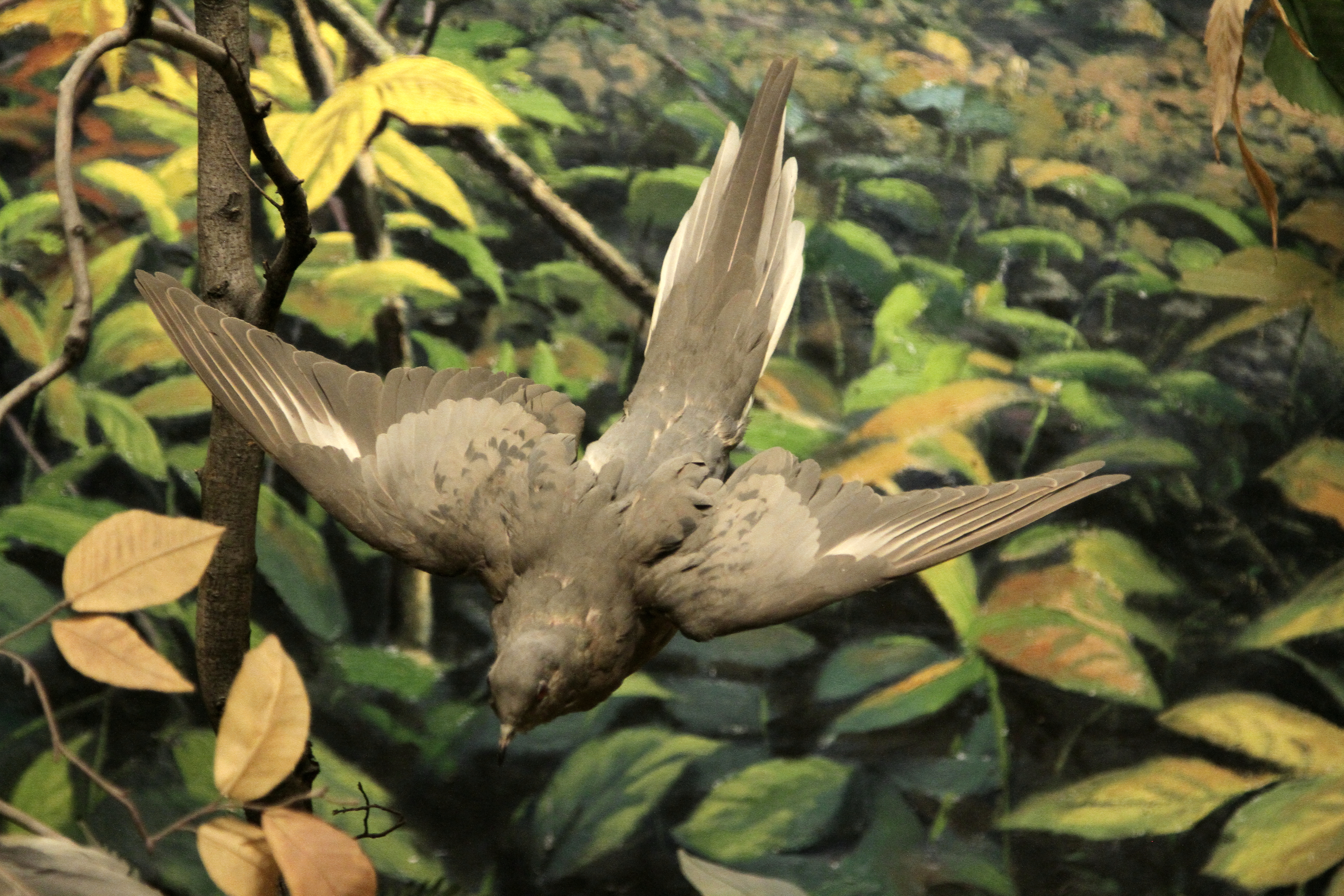
Espécime em posição de voo, Academia de Ciências Naturais de Filadélfia.

O pombo-passageiro era encontrado em grande parte do território da América do Norte a leste das Montanhas Rochosas; das Grandes Planícies à Costa do Atlântico. Sua área de ocorrência mais ao norte compreendia o sul do Canadá, e se estendia em direção sul até o norte do estado do Mississipi, nos Estados Unidos. Esta região era originalmente coberta por florestas de decíduas, o habitat primário da ave, que constantemente migrava em busca de alimento e abrigo. Não está claro se os pombos tinham preferência por determinadas árvores ou terrenos, mas possivelmente não se limitavam a um único ambiente, tal como suas grandes populações sugerem. Costumava se reproduzir nas áreas mais ao sul do leste e centro do Canadá, até o leste dos estados do Kansas, Oklahoma, Mississippi, e Geórgia, mas a região de reprodução principal era o sul de Ontário e dos Grandes Lagos, nos estados ao norte dos Apalaches. Embora as florestas do oeste do continente sejam ecologicamente semelhantes às do leste, as primeiras foram ocupadas por pombas-de-coleira-branca, o que pode ter mantido afastados os pombos-passageiros pelo princípio da exclusão competitiva.
O pombo-passageiro invernava no Arkansas, Tennessee e sul da Carolina do Norte até o Texas, Costa do Golfo e norte da Flórida, embora bandos ocasionalmente passassem o inverno bem mais para norte, como no sul da Pensilvânia e Connecticut. Preferia invernar em grandes pântanos, particularmente aqueles com amieiros; se não havia pântanos disponíveis, recorriam a áreas de floresta, particularmente com pinheiros, para se abrigar. Também houve avistamentos de pombos-passageiros fora de sua área de ocorrência normal, incluindo vários estados do oeste, Bermudas, Cuba e México, particularmente durante invernos rigorosos. Acredita-se que houve poucos registros fora da área de ocorrência habitual devido à escassez de observadores, e não pelo alcance real dos pombos-passageiros; a América do Norte era uma terra pouco habitada e a ave pode ter aparecido em qualquer lugar do continente, exceto no extremo oeste. Houve também registros de vagantes na Escócia, Irlanda e França, embora possam se tratar de ex-cativos que conseguiram escapar, ou tais registros podem ser simplesmente incorretos.
Mais de 130 fósseis de pombos-passageiros foram encontrados espalhados por 25 estados dos Estados Unidos, incluindo La Brea, na Califórnia. Esses registros datam de cerca de 100 mil anos atrás, na era do Pleistoceno, durante o qual o alcance do pombo se estendia para vários estados ocidentais que não faziam parte da sua área de ocorrência moderna. A abundância da espécie nestas regiões e durante esta época é desconhecida.

## Ecologia e comportamento
O pombo-passageiro era nômade, constantemente migrando em busca de alimento, abrigo ou locais para nidificação. Em sua obra Ornithological Biography, de 1831, o naturalista e artista americano John James Audubon descreveu da seguinte maneira uma migração que ele observou em 1813:
Eu desmontei, me sentei numa pequena elevação sobre o solo, e comecei a anotar com meu lápis, marcando um ponto para cada bando que passava. Em um curto espaço de tempo percebi que a tarefa a qual me propus realizar era impraticável, na medida em que aves fluíam em incontáveis multidões, levantei-me e, contando os pontos, em seguida, colocando por baixo, descobri que 163 tinham sido feitos em vinte e um minutos. Continuei viajando e encontrei mais à medida que avançava. O ar estava literalmente cheio de pombos; a luz do meio-dia foi obscurecida como por um eclipse; o esterco caía em alguns pontos, não muito diferente de flocos de neve derretidos, e o zumbido contínuo das asas tinha uma tendência a embalar meus sentidos para repousar... Não consigo descrever para vocês a extrema beleza de suas evoluções aéreas, quando um falcão por acaso assediava a parte traseira do bando. Imediatamente, como uma torrente, e com um ruído semelhante ao de um trovão, eles se precipitaram em uma massa compacta, pressionando um sobre o outro em direção ao centro. Nessas massas quase sólidas, eles se lançaram para frente em linhas ondulantes e angulares, desceram e varreram a terra com velocidade inconcebível, montados perpendicularmente de modo a se assemelhar a uma vasta coluna e, quando altos, eram vistos girando e se torcendo dentro de suas linhas contínuas, que então parecia as espirais de uma serpente gigantesca... Antes do pôr do sol, cheguei a Louisville, distante 55 milhas de Hardensburgh. Os pombos ainda estavam passando em números inalterados e continuaram a fazê-lo por três dias consecutivos.

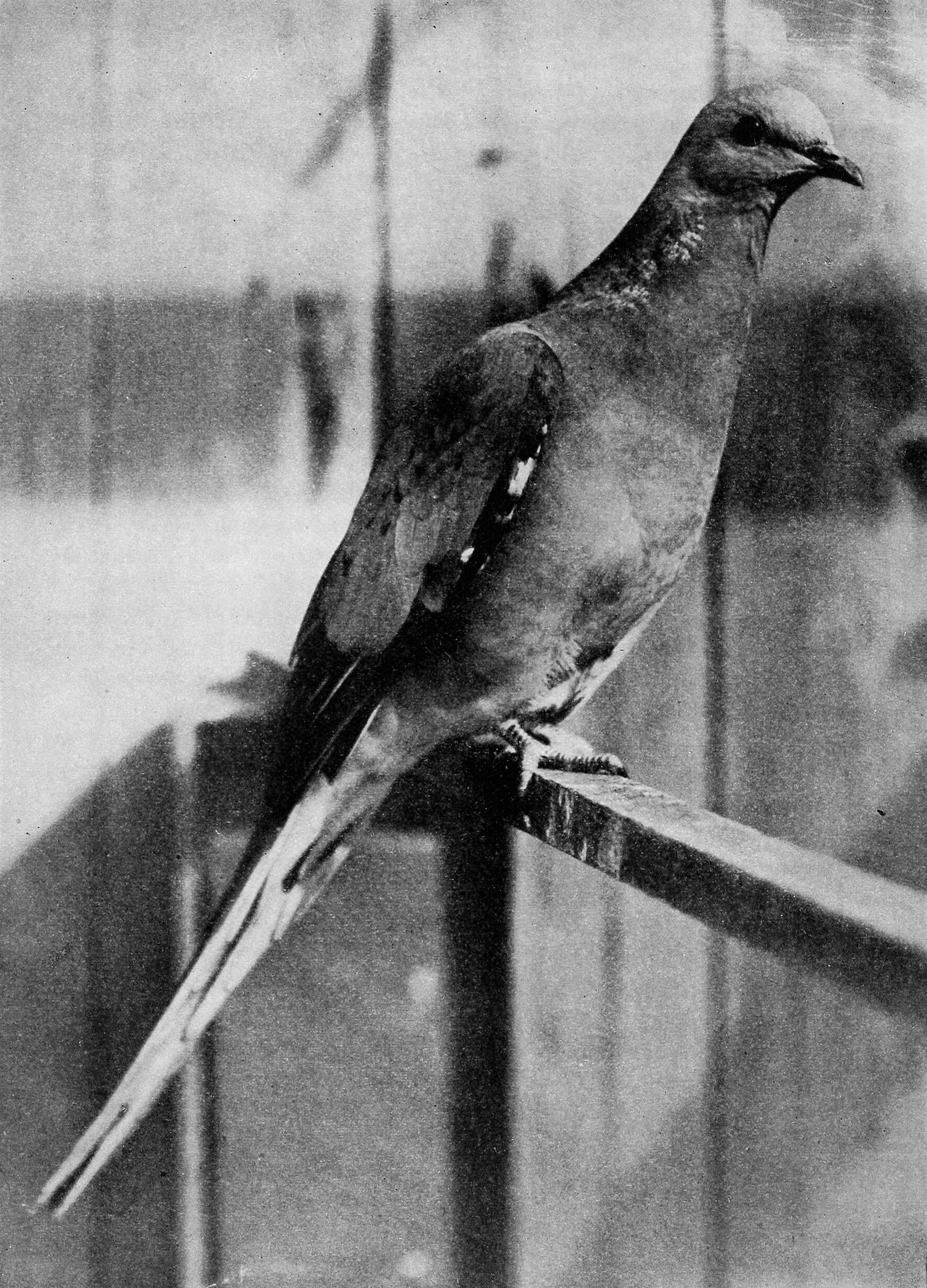
Macho vivo no aviário de Whitman, 1896/98.

Esses bandos eram frequentemente descritos como sendo tão densos que enegreciam o céu, e sem nenhum sinal de subdivisões. Os bandos se moviam de apenas um metro acima do solo em condições de vento a até 400 metros de altura. Esses grupos migrantes estavam tipicamente dispostos em colunas estreitas que se retorciam e ondulavam, e foram descritos como tendo quase todas as formas concebíveis. Habilidoso na arte de voar, o pombo-passageiro teve sua velocidade média estimada em 100 km/h durante a migração. As batidas das asas eram rápidas e repetidas, e a velocidade de voo aumentava quando as asas estavam mais próximas do corpo. Era igualmente perito e veloz para voar dentro de uma floresta ou em espaços abertos. O bando também era capaz de seguir a liderança do pombo à frente, e as revoadas desviavam em conjunto para fugir de predadores. Ao pousar, o pombo batia as asas várias vezes antes de recolhe-las. A espécie era desajeitada ao andar sobre o solo, movimentando-se com passos bruscos e irregulares.

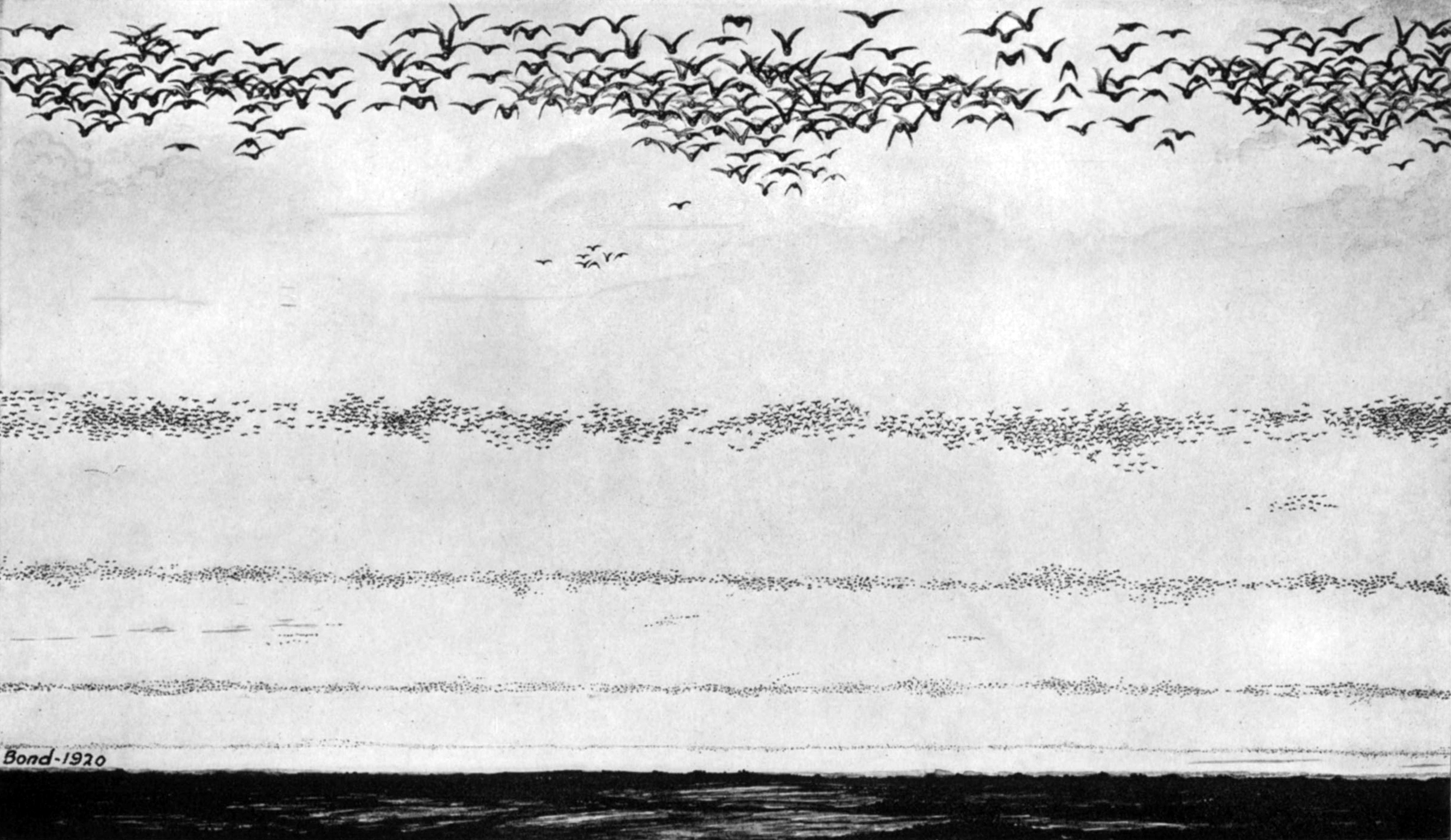
Ilustração de bandos em migração por Frank Bond, 1920.

O pombo-passageiro estava entre as espécies mais sociais de aves terrestres. Estima-se que havia de três a cinco bilhões de indivíduos no auge do seu tamanho populacional, podendo portanto ter sido a ave mais numerosa da Terra; o pesquisador Arlie W. Schorger acreditava que ela representava entre 25% e 40% da população total de aves terrestres nos Estados Unidos. A população histórica do pombo-passageiro é aproximadamente o equivalente ao número de aves que hibernam nos Estados Unidos todos os anos no início do século XXI. Mesmo dentro de sua área de ocorrência, o tamanho dos bandos podia variar muito. Em novembro de 1859, Henry David Thoreau, escrevendo em Concord, Massachusetts, observou que "um pequeno bando de pombos [passageiros] se alimentou aqui no verão passado", enquanto apenas sete anos depois, em 1866, um rebanho no sul de Ontário foi descrito como tendo 1,5 km de largura e 500 km de comprimento, levou 14 horas para passar e continha mais de 3,5 bilhões de aves. Tal número provavelmente representaria uma grande fração de toda a população na época, ou talvez toda ela. A maioria das estimativas foi baseada em colônias migratórias únicas, e não se sabe quantas delas existiam em um determinado momento. O escritor norte-americano Christopher Cokinos sugeriu que, se os pombos voassem em fila única, teriam se estendido 22 vezes ao redor da Terra.
Um estudo genético de 2014 (baseado na teoria da coalescência e em “sequências da maioria do genoma” de três espécimes de pombos-passageiros) sugeriu que a população de pombos-passageiros experimentou flutuações dramáticas ao longo dos últimos milhões de anos, devido à sua dependência da disponibilidade de frutos de árvores florestais. O estudo sugeriu que a ave nem sempre era abundante, persistindo principalmente em cerca de 1/10 000 da quantidade dos vários bilhões estimados em 1800, com números muito maiores presentes durante as fases do surto. Alguns relatos iniciais também sugerem que o aparecimento de bandos em grande número foi uma ocorrência irregular. Essas grandes flutuações na população podem ter sido o resultado de um ecossistema rompido e consistiram em populações de surtos muito maiores do que as comuns nos tempos pré-europeus. Os autores do estudo genético de 2014 observam que uma análise similar do tamanho da população humana chega a um “tamanho efetivo da população” entre 9 000 e 17 000 indivíduos (ou aproximadamente 1/550 000 do tamanho total da população humana de 7 bilhões citados no estudo).
Para um estudo genético de 2017, os autores sequenciaram o genoma completo de dois pombos-passageiro, bem como analisaram o DNA mitocondrial de 41 indivíduos. Este estudo (baseado em uma análise de coalescência bayesiana) descobriu que a população de pombos-passageiro se manteve estável nos últimos 20 mil anos. O estudo também descobriu que o tamanho da população de pombos durante esse período de tempo tinha sido muito maior do que o estudo genético de 2014 havia encontrado. No entanto, a estimativa “conservadora” do estudo de 2017 de um “tamanho efetivo da população” de 13 milhões de aves ainda é apenas cerca de 1/300 da população histórica estimada de aproximadamente 3 a 5 bilhões antes do “declínio do século XIX e eventual extinção”. Um estudo semelhante que infere o tamanho da população humana a partir da genética (publicado em 2008 e usando métodos de inferência de DNA mitocondrial e de coalescência bayesiana) mostrou uma precisão considerável em refletir os padrões gerais de crescimento da população humana em comparação com dados deduzidos por outros meios - embora O estudo chegou a um tamanho populacional humano efetivo (a partir de 1600 dC, para a África, Eurásia e as Américas juntas) que foi de aproximadamente 1/1000 da população censitária estimada para o mesmo tempo e área com base em evidências antropológicas e históricas.
O estudo genético do pombo-passageiro de 2017 também descobriu que, apesar de seu grande tamanho populacional, a diversidade genética entre os indivíduos era muito baixa. Os autores sugeriram que esse era um efeito colateral da seleção natural, que a teoria e estudos empíricos anteriores sugeriram poderia ter um grande impacto particular em espécies com populações muito grandes e coesas. A seleção natural pode reduzir a diversidade genética em regiões estendidas de um genoma por meio de 'varreduras seletivas' ou 'seleção de fundo'. Os autores encontraram evidências de uma taxa mais rápida de evolução adaptativa e remoção mais rápida de mutações prejudiciais em pombos-passageiros em comparação com pombas-de-coleira-branca, que são alguns dos parentes vivos mais próximos dos pombos-passageiros. Eles também encontraram evidências de menor diversidade genética em regiões do genoma de pombo-passageiro que apresentam taxas mais baixas de recombinação genética. Isso é esperado se a seleção natural, através de varreduras seletivas ou seleção de antecedentes, reduziu sua diversidade genética, mas não se a instabilidade da população o fizesse. O estudo concluiu que a sugestão anterior de que a instabilidade da população contribuiu para a extinção da espécie era inválida. O biólogo evolucionista A. Townsend Peterson disse sobre os dois estudos genéticos dos pombos-passageiro (publicados em 2014 e 2017) que, embora a ideia de flutuações extremas na população de pombos-passageiro estivesse "profundamente arraigada", ele foi persuadido pelo argumento do estudo de 2017 , devido à sua "análise aprofundada" e "enormes recursos de dados".

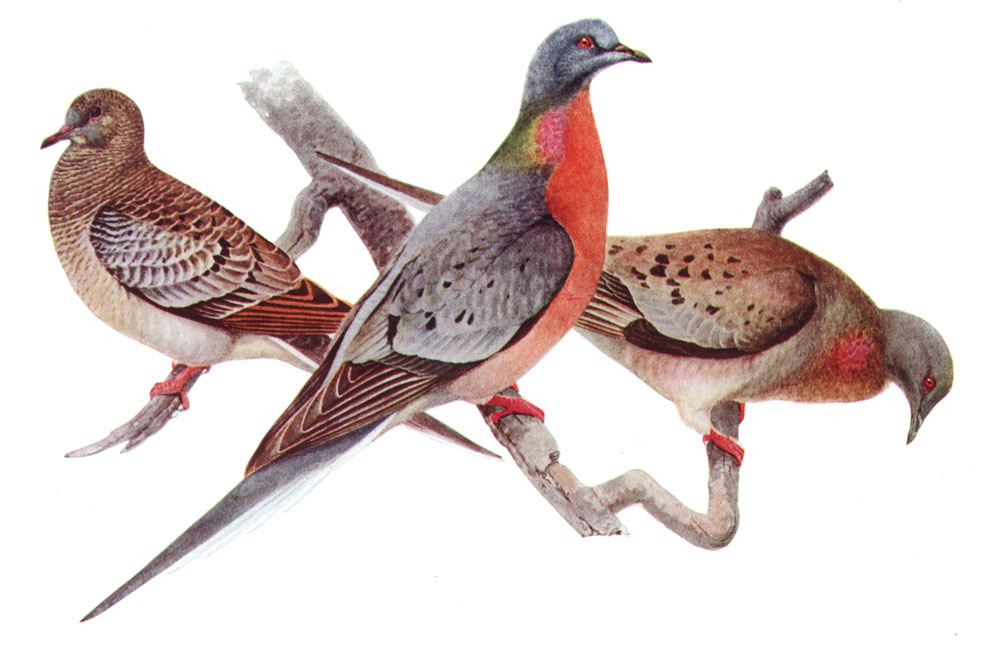
Jovem (esquerda), macho (centro), fêmea (direita), Louis Agassiz Fuertes, 1910

Com o comportamento de empoleiramento comunitário, o pombo-passageiro escolhia locais de abrigo que poderiam fornecer abrigo e comida suficiente para sustentar seus grandes números por um período indefinido. O tempo gasto em um local de residência pode ter dependido da extensão da perseguição humana, condições climáticas ou outros fatores desconhecidos. Os poleiros variaram em tamanho e extensão, de alguns acres a 260 quilômetros quadrados ou mais. Algumas áreas de abrigo seriam reutilizadas nos anos seguintes, outras seriam usadas apenas uma vez. O pombo-passageiro empinava em tal quantidade que até galhos de árvores grossos se quebrariam sob a tensão. As aves frequentemente se empilhavam umas por cima das outras para se empoleirar. Elas descansavam em uma posição desequilibrada que escondia seus pés. Dormiam com seus bicos escondidos pelas penas no meio do peito, enquanto seguravam a cauda em um ângulo de 45 graus. As fezes acumulavam-se sob um local de descanso a uma profundidade superior a 0,3 m.

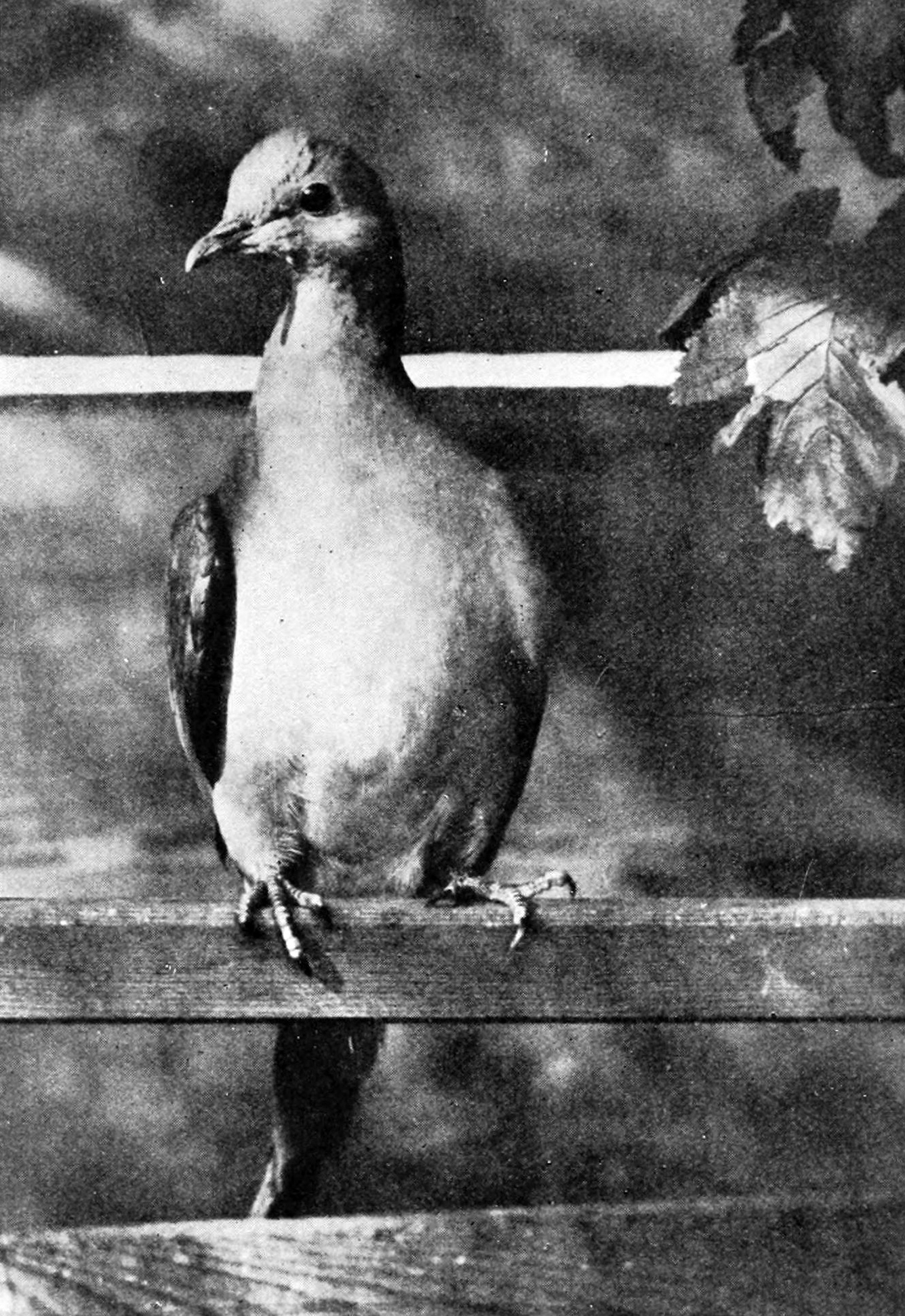
Pombo em alerta posando desafiadoramente em direção à câmera (1896, publicado em 1913)

Se o pombo ficava alerta, muitas vezes esticava a cabeça e o pescoço em linha com o corpo e a cauda, depois acenava com a cabeça em um padrão circular. Quando agravado por outro pombo, levantava as asas ameaçadoramente, mas os pombos-passageiros quase nunca lutavam. Banhavam-se em águas rasas e depois deitavam-se de cada lado e levantavam a asa oposta para secá-la.
O pombo-passageiro bebia pelo menos uma vez por dia, geralmente ao amanhecer, inserindo completamente seu bico em lagos, pequenos charcos e córregos. Foram vistos empoleirados uns em cima dos outros para acessar a água e, se necessário, a espécie poderia pousar em águas abertas para beber. Uma das principais causas de mortalidade natural era o clima, e a cada primavera muitos indivíduos morriam de frio depois de migrar para o norte muito cedo. Em cativeiro, um pombo-passageiro era capaz de viver pelo menos 15 anos; Martha, a última pomba viva conhecida, tinha pelo menos 17 anos e possivelmente até 29 anos quando morreu. Não está documentado quanto tempo um pombo selvagem vivia.
Acredita-se que a ave tenha desempenhado um papel ecológico significativo na composição das florestas pré-colombianas do leste da América do Norte. Por exemplo, enquanto o pombo-passageiro existia, as florestas eram dominadas por carvalhos brancos. Esta espécie germinava no outono, tornando suas sementes quase inúteis como fonte de alimento durante a estação de reprodução da primavera, enquanto os carvalhos vermelhos produziam bolotas durante a primavera, que eram devoradas pelos pombos. A ausência do consumo de sementes do pombo-passageiro pode ter contribuído para o domínio moderno dos carvalhos vermelhos. Devido à imensa quantidade de esterco presente nos locais de capoeira, poucas plantas cresceram durante anos após a partida dos pombos. Além disso, o acúmulo de detritos inflamáveis (como galhos quebrados de árvores e folhagens mortas por excrementos) nesses locais pode ter aumentado a frequência e a intensidade dos incêndios florestais, o que favoreceria espécies tolerantes ao fogo, como buracos, carvalhos e carvalhos brancos sobre espécies menos tolerantes ao fogo, como os carvalhos vermelhos, ajudando assim a explicar a mudança na composição das florestas orientais desde a extinção do pombo-passageiro (de carvalhos brancos, carvalhos e carvalhos pretos predominantes em florestas de pré-assentamento, à atual "expansão dramática" dos carvalhos vermelhos).
Um estudo divulgado em 2018 concluiu que o “grande número” de pombos presentes por “dezenas de milhares de anos” teria influenciado a evolução das espécies arbóreas as quais se alimentavam das sementes - especificamente, que mastigam árvores que produziram sementes durante o a época de nidificação da primavera (como os carvalhos vermelhos) evoluiu para que parte de suas sementes fosse muito grande para os pombos engolirem (permitindo que algumas delas escapassem da predação e cultivassem novas árvores), enquanto os carvalhos brancos, com suas sementes dimensionadas consistentemente na faixa comestível, evoluiu um padrão de mastro irregular que ocorreu no outono, quando menos pombos-passageiro estariam presentes. O estudo concluiu ainda que isso permitia que os carvalhos brancos fossem as espécies de árvores dominantes nas regiões onde os pombos-passageiros estavam comumente presentes na primavera.
Com o grande número de bandos de pombos-passageiros, os excrementos que eles produziam foram suficientes para destruir a vegetação no nível da superfície em locais de capoeira a longo prazo, enquanto adicionavam grandes quantidades de nutrientes ao ecossistema. Por causa disso - juntamente com a quebra de galhos de árvores sob seu peso coletivo e a grande quantidade de mastro que consumiram - acredita-se que os pombos-passageiros tenham influenciado tanto a estrutura das florestas orientais quanto a composição das espécies ali presentes. Devido a essas influências, alguns ecologistas consideraram o pombo-passageiro uma espécie fundamental, com o desaparecimento de seus vastos bandos, deixando uma grande lacuna no ecossistema. Seu papel na criação de distúrbios florestais tem sido associado a uma maior diversidade de vertebrados nas florestas, criando mais nichos para os animais preencherem, além de contribuir para um ciclo saudável de incêndios nas florestas, pois constatou-se um aumento na prevalência de incêndios florestais desde a extinção do pombo-passageiro, o que parece contrariar a ideia de que os ramos e galhos das árvores que derrubavam serviriam de combustível para os incêndios. Para ajudar a preencher essa lacuna ecológica, foi proposto que os administradores modernos de terras tentem replicar alguns de seus efeitos no ecossistema, criando aberturas nos dosséis da floresta para fornecer mais luz ao sub-bosque.
As castanheiras americanas que forneceram grande parte do mastro do qual o pombo-passageiro se alimentou foram quase extintas por um fungo asiático importado (ferrugem da castanha) por volta de 1905. Acredita-se que cerca de trinta bilhões de árvores tenham morrido nas décadas seguintes, mas isso não afetou o pombo-passageiro, que já estava extinto na natureza na época.
Após o desaparecimento do pombo-passageiro, a população de outra espécie que se alimentava de bolota, o camundongo de patas brancas, cresceu exponencialmente por causa do aumento da disponibilidade das sementes dos carvalhos, faias e castanheiros. Especula-se que a extinção de pombos-passageiro pode ter aumentado a prevalência da doença de Lyme transmitida por carrapatos nos tempos modernos, uma vez que camundongos de pés brancos são os hospedeiros de Borrelia burgdorferi.

### Dieta

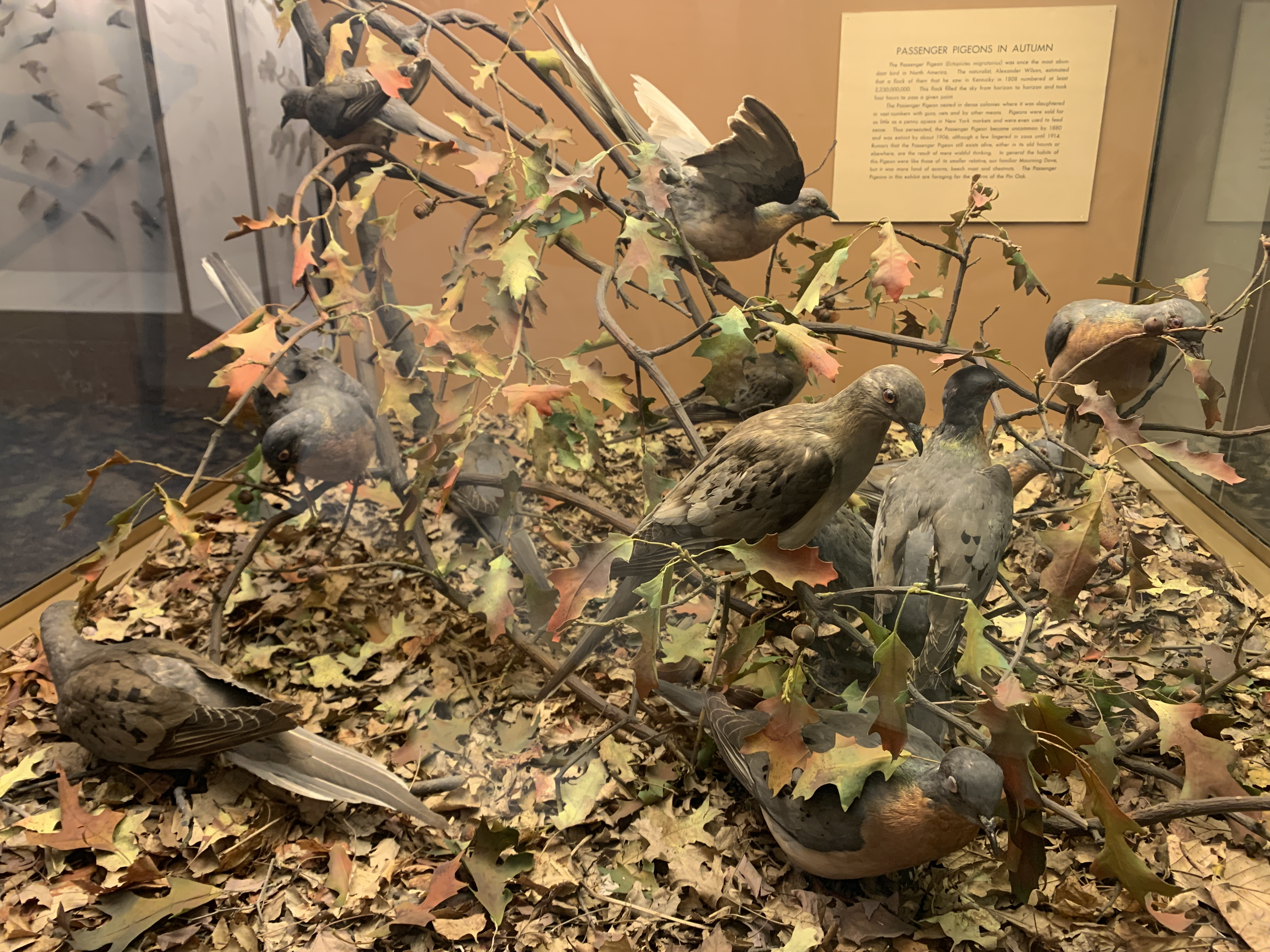
Espécimes taxidermizados montados como se estivessem procurando comida (Museu Americano de História Natural).

Faias e carvalhos produziam os frutos necessários para sustentar os bandos na época de nidificação. O pombo-passageiro mudava sua dieta conforme a estação. No outono, inverno e primavera, comia principalmente os frutos das faias, além de bolotas e castanhas. Durante o verão, bagas e frutos mais macios, como mirtilos, uvas, cerejas, amoras, uvas-tintureira e o fruto de Cornus canadensis, tornavam-se os principais objetos de seu consumo. Também comia minhocas, lagartas, caracóis e outros invertebrados, principalmente durante a reprodução. Aproveitava os grãos cultivados, principalmente o trigo sarraceno, quando os encontrava. Gostava especialmente de sal, ingerindo-o de fontes salobras ou de solo salgado.
O mastro ocorre em grandes quantidades em locais diferentes, em momentos diferentes e raramente em anos consecutivos, sendo essa uma das razões pelas quais os grandes bandos estavam constantemente em movimento. Como o mastro é produzido durante o outono, teria que sobrar uma grande quantidade no verão, quando os jovens eram criados. Não se sabe como eles localizaram essa fonte flutuante de alimentos, mas seus poderes de visão e fuga os ajudaram a pesquisar em grandes áreas locais que pudessem fornecer comida suficiente para uma estadia temporária.
O pombo-passageiro procurava em bandos de dezenas ou centenas de milhares de indivíduos que derrubavam folhas, sujeira e neve com seus bicos em busca de comida. Um observador descreveu o movimento de tal rebanho em busca de mastro como tendo uma aparência rolante, pois os pássaros na parte de trás do rebanho voavam acima da frente do rebanho, deixando cair folhas e grama em voo. Os rebanhos tinham grandes arestas para melhor escanear a paisagem em busca de fontes de alimento.

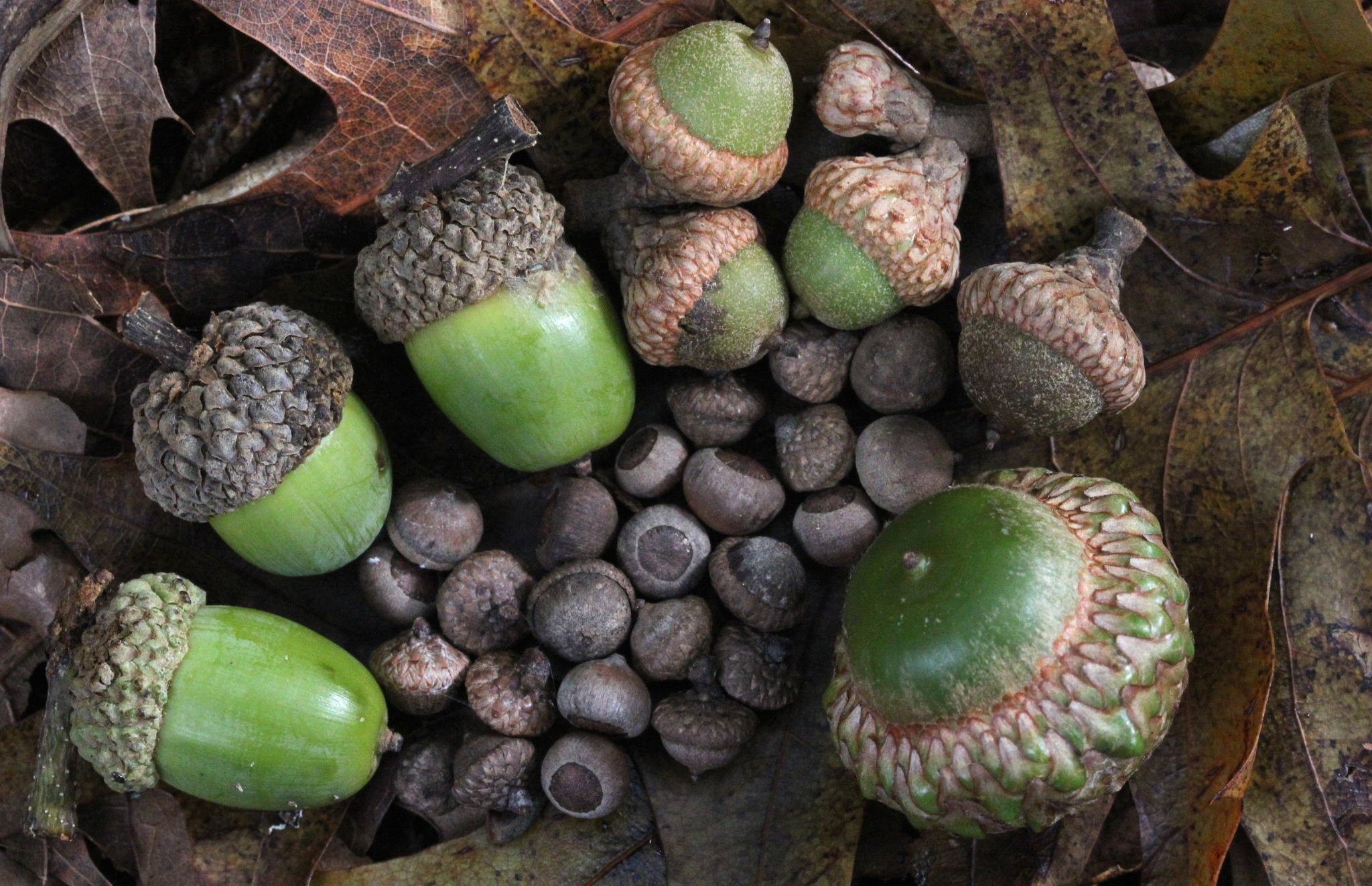
Bolotas na Carolina do Sul, um dos alimentos consumidos pela ave.

Quando as nozes de uma árvore se soltavam de seus casquilhos, um pombo pousava em um galho e, ao bater vigorosamente para se manter equilibrado, agarra a noz, solta-a da tampa e engole-a inteira. Coletivamente, um rebanho de forrageamento foi capaz de remover quase todas as frutas e nozes do caminho. Aves na parte de trás do rebanho voaram para a frente, a fim de apanhar o solo não pesquisado; no entanto, os pombos nunca se aventuravam muito longe do bando e voltavam correndo se ficassem isolados. Acredita-se que os pombos usassem pistas sociais para identificar fontes abundantes de alimentos, e um bando de pombos que viam outros indivíduos se alimentando no chão frequentemente se juntava a eles. Durante o dia, eles deixavam a floresta para forragear em terrenos mais abertos. Voavam regularmente de 100 a 130 km diariamente, em busca de comida, e alguns viajavam até 160 km, deixando a área de poleiro cedo e retornando à noite.
O pombo-passageiro tinha a boca e a garganta muito elásticas, permitindo maior capacidade, e uma articulação abaixo do bico permitia que ele engolisse bolotas inteiras. Ele era capaz de armazenar grandes quantidades de alimentos em seu papo, que poderia se expandir até o tamanho de uma laranja, causando inchaço no pescoço e permitindo que a ave apanhasse rapidamente qualquer alimento que descobrisse. O papo foi descrita como capaz de conter pelo menos 17 bolotas ou 28 faias, 11 grãos de milho, 100 sementes de bordo e mais outros material; estimou-se que um pombo-passageiro precisava comer cerca de 61 cm3 de alimentos por dia para sobreviver. Se alvejado com um tiro, um pombo de papo cheio de nozes caía no chão com um som descrito como o chocalho de um saco de bolas de gude. Após a alimentação, os pombos empoleiravam-se nos galhos e digeriam os alimentos armazenados no papo durante a noite.
O pombo podia comer e digerir 100 g de bolotas por dia. Na população histórica de três bilhões de pombos de passageiros, isso equivalia a 210 milhões de litros de comida por dia. O pombo pode regurgitar alimentos de seu papo quando alimentos mais desejáveis estiverem disponíveis. Um estudo de 2018 descobriu que a faixa alimentar do pombo-passageiro estava restrita a certos tamanhos de sementes, devido ao tamanho da abertura da boca. Isso o impediria de comer algumas sementes de árvores, como carvalhos vermelhos, carvalho preto e castanha americana. Especificamente, o estudo constatou que entre 13% e 69% das sementes de carvalho vermelho eram grandes demais para os pombos engolirem, que apenas uma “pequena proporção” das sementes de carvalhos pretos e castanhas americanas eram grandes demais para os pássaros consumirem , e que todas as sementes de carvalho branco foram dimensionadas dentro de um intervalo comestível. Eles também descobriram que as sementes seriam completamente destruídas durante a digestão, o que dificultava a dispersão das sementes dessa maneira. Em vez disso, os pombos-passageiros podem ter espalhado sementes por regurgitação ou depois de morrerem.

### Reprodução

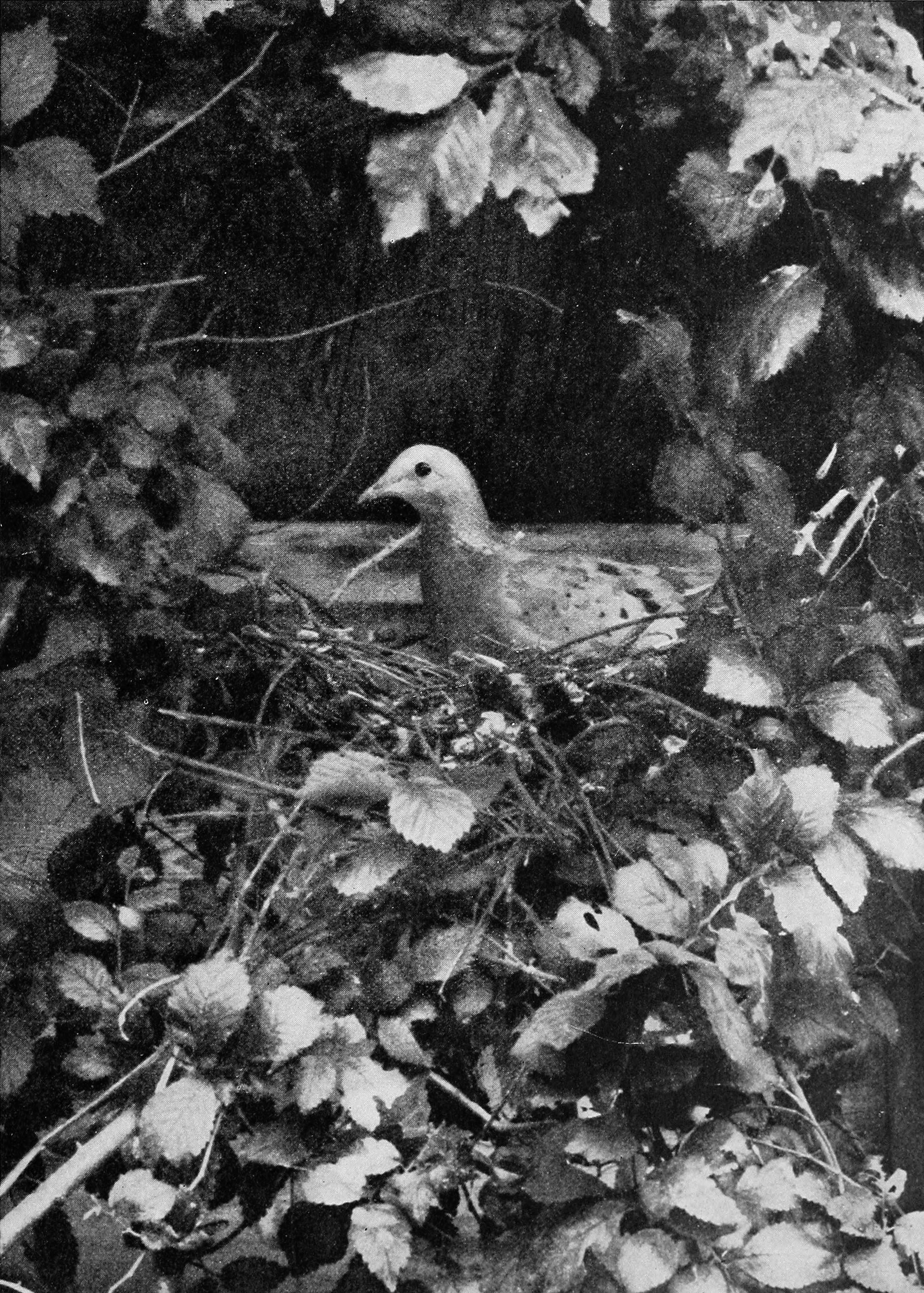
Ninho de pombo-passageiro em cativeiro.

Além de procurar locais para se empoleirar, as migrações do pombo-passageiro estavam ligadas à busca de áreas apropriadas para que esta ave, que se reproduzia comunitariamente, construísse ninhos e criasse seus filhotes. Não se sabe ao certo quantas vezes por ano colocava ovos; parece mais provável que fosse uma só vez, no entanto alguns relatos sugerem mais. O período de nidificação durava cerca de quatro a seis semanas. O bando chegava a um local de nidificação por volta de março nas latitudes mais ao sul, e algum tempo depois nas áreas mais ao norte. Não havia fidelidade ao local, geralmente optando por aninhar-se num lugar diferente a cada ano. A formação de uma colônia de nidificação poderia demorar até vários meses após a chegada dos pombos em seus locais de reprodução, geralmente no final de março, abril ou maio.
As colônias, conhecidas como "cidades", eram imensas, variando de 49 a milhares de hectares de extensão, e geralmente eram longas e estreitas (em forma de L), com algumas áreas intocadas por razões desconhecidas. Devido à topografia, elas raramente eram contínuas. Como não foram registrados dados precisos, não é possível fornecer mais do que estimativas sobre o tamanho e a população dessas áreas de nidificação, mas a maioria dos relatos menciona colônias contendo milhões de aves. A maior área de nidificação já registrada localizava-se no centro do estado de Wisconsin em 1871; cobria 2 200 km2, com o número de aves em reprodução estimado em cerca de 136 milhões. Assim como essas "cidades", havia relatos regulares de bandos muito menores ou mesmo casais isolados construindo ninhos. Aparentemente, os pombos não formavam vastas colônias de reprodução na periferia de sua área de ocorrência.
O cortejo sexual acontecia na colônia de nidificação. Ao contrário de outros pombos, este ritual ocorria em um galho ou poleiro. O macho, com um floreio de asas, fazia um chamado ("keck") enquanto estava próximo de uma fêmea. Ele então se agarrava firmemente ao galho e batia vigorosamente suas asas para cima e para baixo. Quando junto à fêmea, o macho a pressionava no poleiro com a cabeça erguida e apontando para ela . Se receptiva, a fêmea o apertava de volta. Quando prontos para acasalar, o casal se alisava mutualmente (preening). Em seguida se tocavam com os bicos; a fêmea inseria seu bico dentro do bico do macho e depois o apertava, balançando por um segundo e se separando rapidamente, ficando um ao lado do outro. O macho então subia no dorso da fêmea e copulava. Ato que era seguido por cacarejos suaves e, ocasionalmente, se repetia o comportamento de preening. John James Audubon descreveu o acasalamento do pombo-passageiro da seguinte forma:
Para lá recorrem incontáveis miríades e se preparam para cumprir uma das grandes leis da natureza. Nesse período, a nota do pombo é um coo-coo-coo-coo suave, muito mais curto que o das espécies domésticas. As notas comuns lembram os monossílabos kee-kee-kee-kee, sendo o primeiro o mais alto, os outros diminuindo a potência gradualmente. O macho assume um comportamento pomposo e segue a fêmea, seja no chão ou nos galhos, com cauda aberta e asas caídas, que esfrega contra a parte sobre a qual está se movendo. O corpo é elevado, a garganta incha, os olhos brilham. Ele continua seus sinais, levanta voo e voa alguns metros para se aproximar da fêmea fugitiva e tímida. Assim como o pombo doméstico e outras espécies, eles se acariciam mutuamente com o bico, ação em que o bico de um é introduzido transversalmente no do outro, e ambos vomitam alternadamente o conteúdo do papo por meio de esforços repetidos.

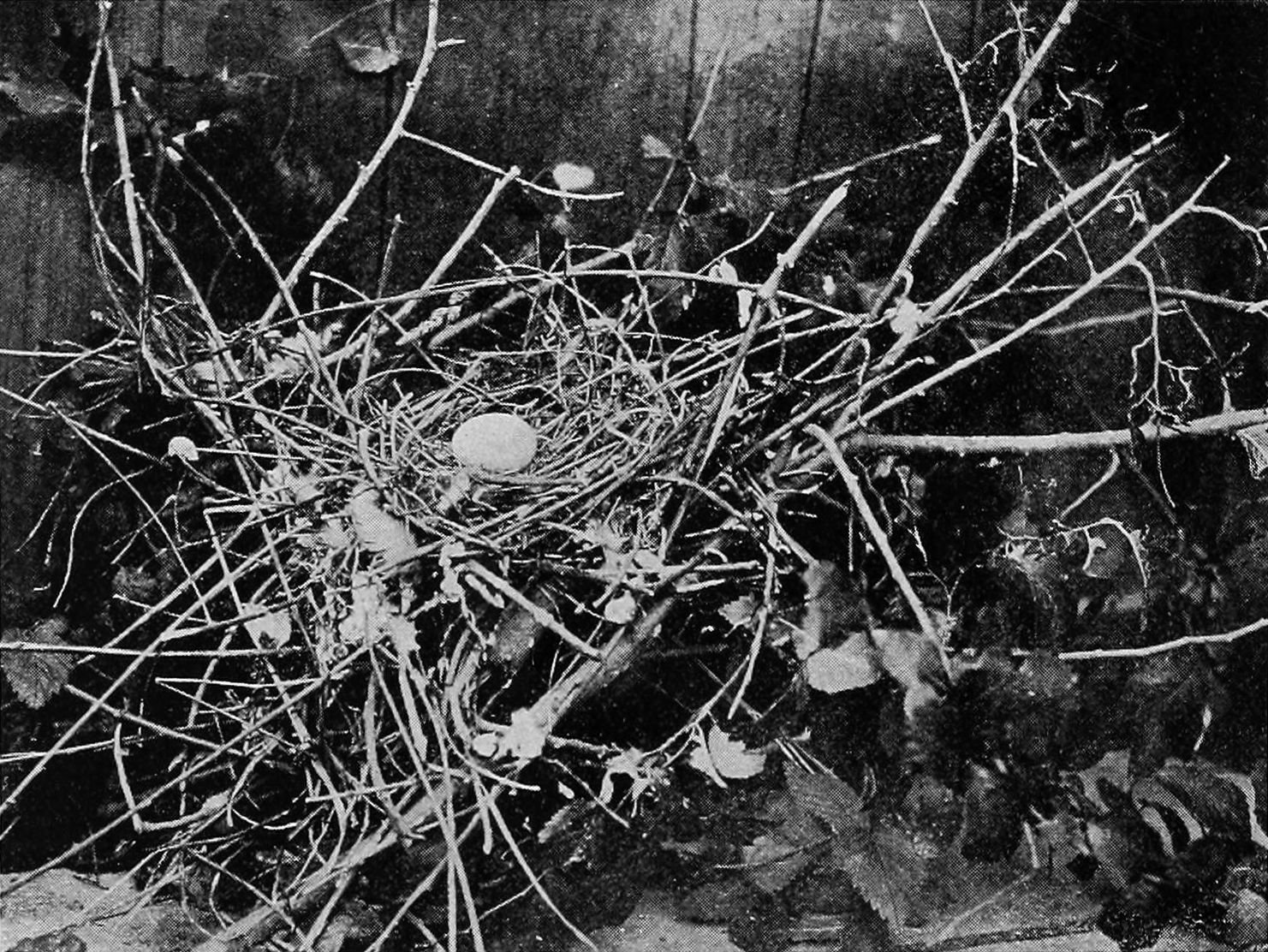
Ninho e ovo no aviário de Whitman.

Após observa-los em cativeiro, Wallace Craig descobriu que a espécie atacava e se pavoneava menos do que outros pombos (pois era desajeitada no chão), e achou provável que nenhum alimento fosse transferido durante seu breve voo (ao contrário de outros pombos). Portanto, ele considerou a descrição de Audubon parcialmente baseada em analogia com outros pombos, bem como na imaginação.

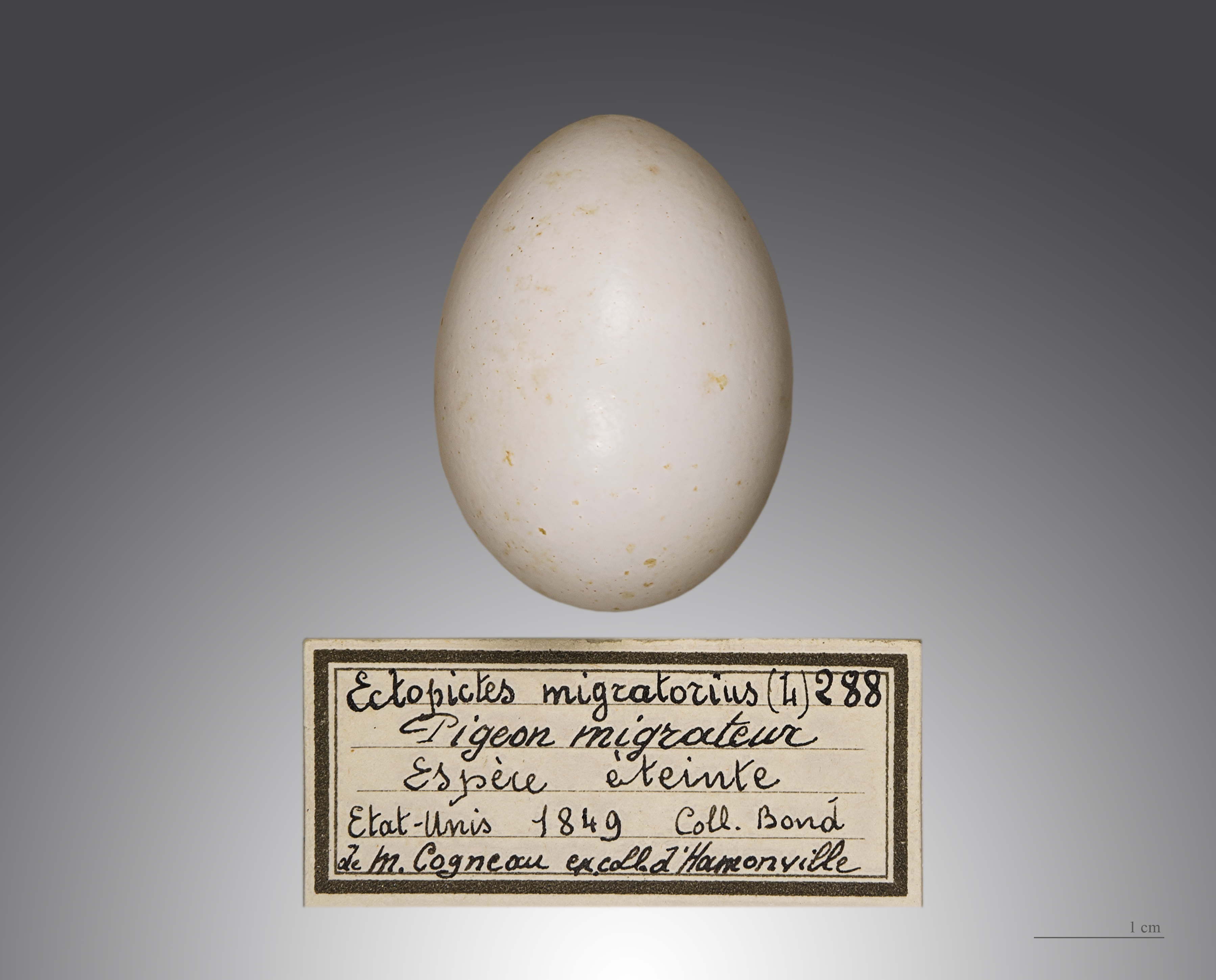
Ovo preservado no Museu de Toulouse.

O ninho era construído imediatamente após a formação do casal e levava de dois a quatro dias para ficar pronto; esse processo era altamente sincronizado dentro de uma colônia. A fêmea escolhia o local de nidificação, sentando-se e batendo as asas. O macho então selecionava cuidadosamente os materiais de nidificação, tipicamente galhos, e os entregava à fêmea por cima das costas. O macho então ia à procura de mais material, enquanto a fêmea fazia o ninho embaixo de si mesma. Os ninhos foram construídos de dois a até vinte metros acima do solo, embora tipicamente acima de 4 metros, e eram feitos de 70 a 110 galhos entrelaçados para criar uma tigela rasa e frouxa através da qual o ovo poderia ser facilmente visto. Esta tigela era então geralmente forrada com galhos mais finos. Os ninhos tinham cerca de 15 cm de largura, 6,1 cm de altura e 1,9 cm de profundidade. Embora o ninho tenha sido descrito como rústico e frágil em comparação com o de muitas outras aves, restos de ninhos antigos podiam ser encontrados no mesmo local vários anos depois. Quase todas as árvores capazes de sustentar ninhos os possuíam, geralmente mais de 50 por árvore; uma cicuta foi registrada como contendo 317 ninhos. Os ninhos eram colocados em galhos fortes próximos aos troncos das árvores. Alguns relatos afirmam que o solo sob a área de nidificação parecia ter sido varrido, devido a todos os galhos serem coletados ao mesmo tempo, mas essa área também era coberta por esterco. Como ambos os sexos cuidavam do ninho, os pares eram monogâmicos enquanto durasse fase reprodutiva.

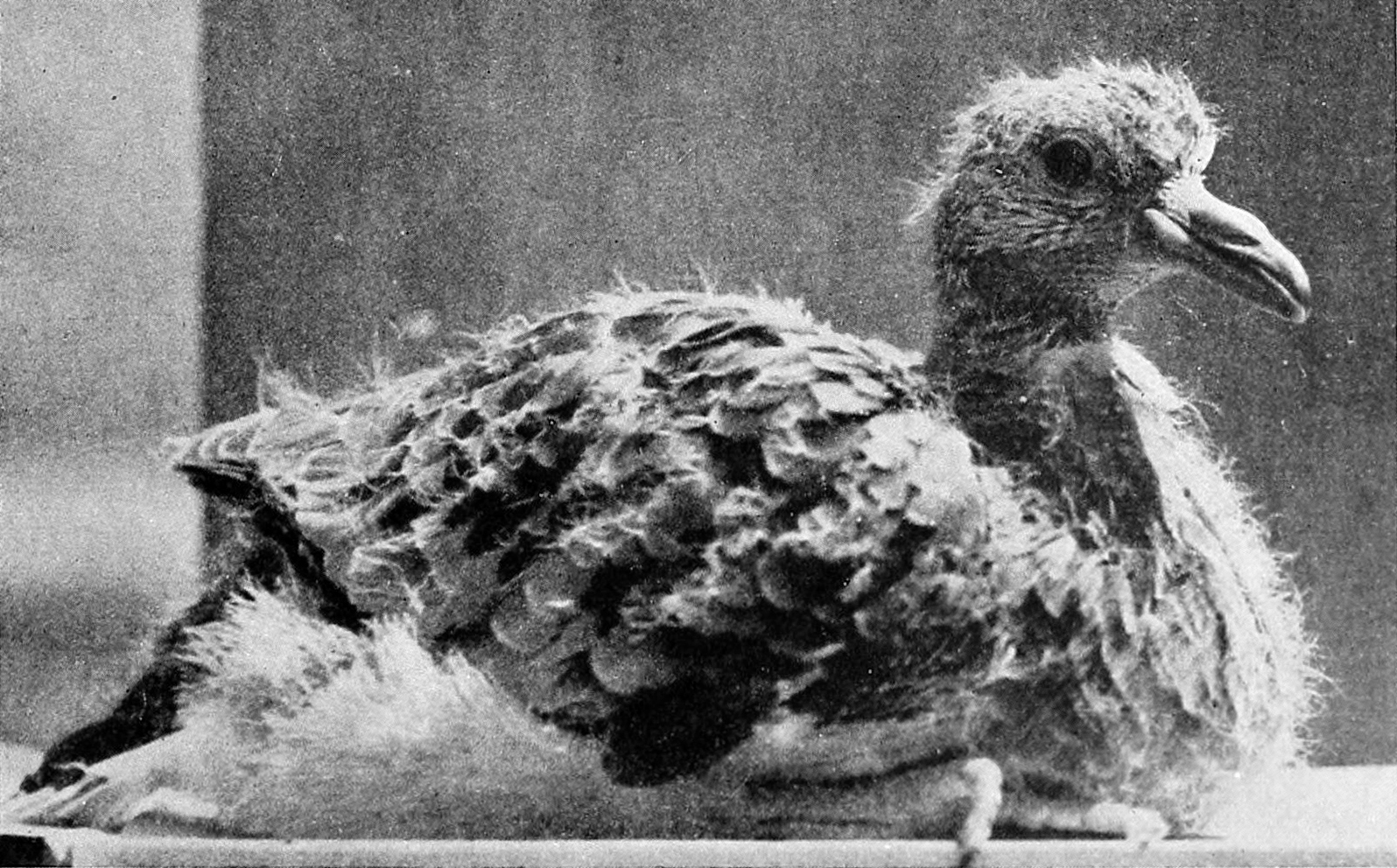
Filhote de pombo-passageiro.

Geralmente, os ovos eram postos durante as duas primeiras semanas de abril em toda a área de ocorrência do pombo. Cada fêmea punha seu ovo imediatamente ou quase imediatamente após a conclusão do ninho; às vezes, era forçada a colocá-lo no chão se o ninho ainda não estivesse pronto. O tamanho normal da ninhada parece ter sido um único ovo, mas há alguma incerteza sobre isso, pois dois também foram relatados nos mesmos ninhos. Ocasionalmente, uma segunda fêmea depositava seu ovo no ninho de outra fêmea, resultando na presença de dois ovos. O ovo era branco e ovalado e tinha uma média de 40 por 34 mm de tamanho. Se o ovo fosse perdido, era possível que o pombo colocasse um ovo substituto dentro de uma semana. Uma colônia inteira voltava a construir ninhos caso uma tempestade de neve os forçasse a abandonar sua colônia original. O ovo era incubado por ambos os pais por 12 a 14 dias, com o macho o incubando do meio da manhã até o meio da tarde, e a fêmea pelo resto do tempo.
O filhote saía do ovo cego e coberto por plumas amarelas esparsas. Ele se desenvolvia rapidamente e em 14 dias pesava tanto quanto seus pais. Durante esse período, os pais cuidavam do filhote, com o macho participando no meio do dia e a fêmea em outros momentos. Os filhotes eram alimentados exclusivamente com leite de papo (substância semelhante à coalhada, produzida no papo dos pais) nos primeiros dias após a eclosão do ovo. A alimentação de adultos era gradualmente introduzida após três a seis dias. Passados 13 a 15 dias, os pais alimentavam o filhote pela última vez e o abandonavam, deixando em massa a área de nidificação. O filhote solicitava alimento no ninho por mais um dia ou dois, e então saía e planava até o chão, depois se movia, evitava obstáculos e pedia comida a adultos próximos. Levava mais três ou quatro dias para que as penas crescessem e ele ficasse capaz de voar. Todo o ciclo de aninhamento durava cerca de 30 dias. Não se sabe se as colônias refaziam o ciclo reprodutivo após um aninhamento bem-sucedido. O pombo-passageiro amadurecia sexualmente durante o primeiro ano, e já se reproduzia na primavera seguinte.

### Predadores e parasitas

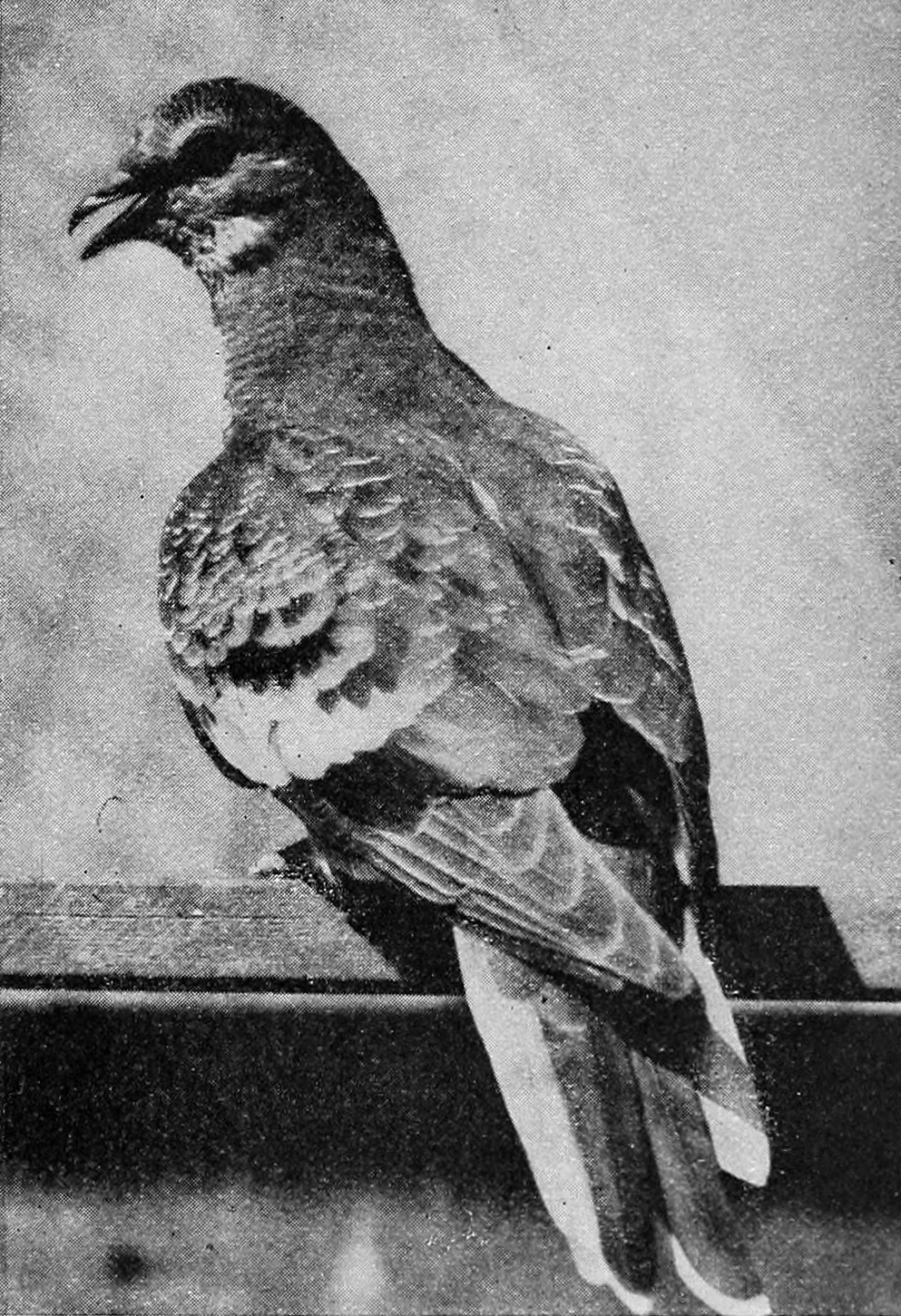
Pombo imaturo; os filhotes eram vulneráveis a predadores após deixarem o ninho.

As colônias de nidificação dos pombos atraíam um grande número de predadores. Mamíferos como o vison-americano, o furão, a marta-americana e o guaxinim atacavam ovos e filhotes; aves de rapina, como corujas, falcões e gaviões predavam filhotes e adultos; e animais de maior porte, como o lobo-cinzento, raposas (raposa-cinzenta e raposa-vermelha), o lince-pardo, o urso-negro e a onça-parda devoravam adultos feridos e filhotes que caíam dos ninhos. Gaviões do gênero Accipiter e falcões perseguiam e atacavam pombos em voo, que por sua vez executavam complexas manobras aéreas para evitá-los. O gavião-galinha era conhecido como o "grande gavião do pombo" devido a sua taxa de sucesso nas investidas, e acredita-se que ele perseguia indivíduos em migração. Embora muitos predadores fossem atraídos pelos bandos, individualmente cada pombo ficava bem protegido devido ao tamanho da revoada, e pouco dano geral poderia ser infligido ao grupo por predação. Apesar do número de predadores, as colônias de nidificação eram tão grandes que se estima que os casais tinham uma taxa de sucesso de 90% se não fossem perturbados. Depois de abandonados pelos pais e de deixar os ninhos, os jovens muito gordos ficavam vulneráveis aos predadores até serem capazes de voar. O grande número de jovens no chão significava que apenas uma pequena porcentagem deles tinha sido morta; o efeito da saciedade do predador pode, portanto, ser uma das razões para os hábitos extremamente sociais e a reprodução comunitária da espécie.
Dois parasitas foram registrados em pombos-passageiros. Uma espécie de piolho filopterídeo, Columbicola extinctus, foi originalmente considerada como tendo vivido apenas em pombos-passageiros e se tornado co-extinta com eles. Essa hipótese foi descartada em 1999, quando C. extinctus foi redescoberto parasitando pombas-de-coleira-branca. Isso, e o fato do piolho do mesmo gênero C. angustus ter sido encontrado principalmente em pombos-cuco, reforça ainda mais a relação entre esses pombos, pois a filogenia dos piolhos costuma espelhar a de seus hospedeiros. Outro piolho, Campanulotes defectus, foi considerado exclusivo do pombo-passageiro, mas agora acredita-se que tenha sido um caso de um espécime contaminado, já que a espécie é considerada a mesma do ainda existente Campanulotes flavus, da Austrália. Não há registro de um pombo selvagem morrendo de doença ou parasitas.

## Relação com seres humanos

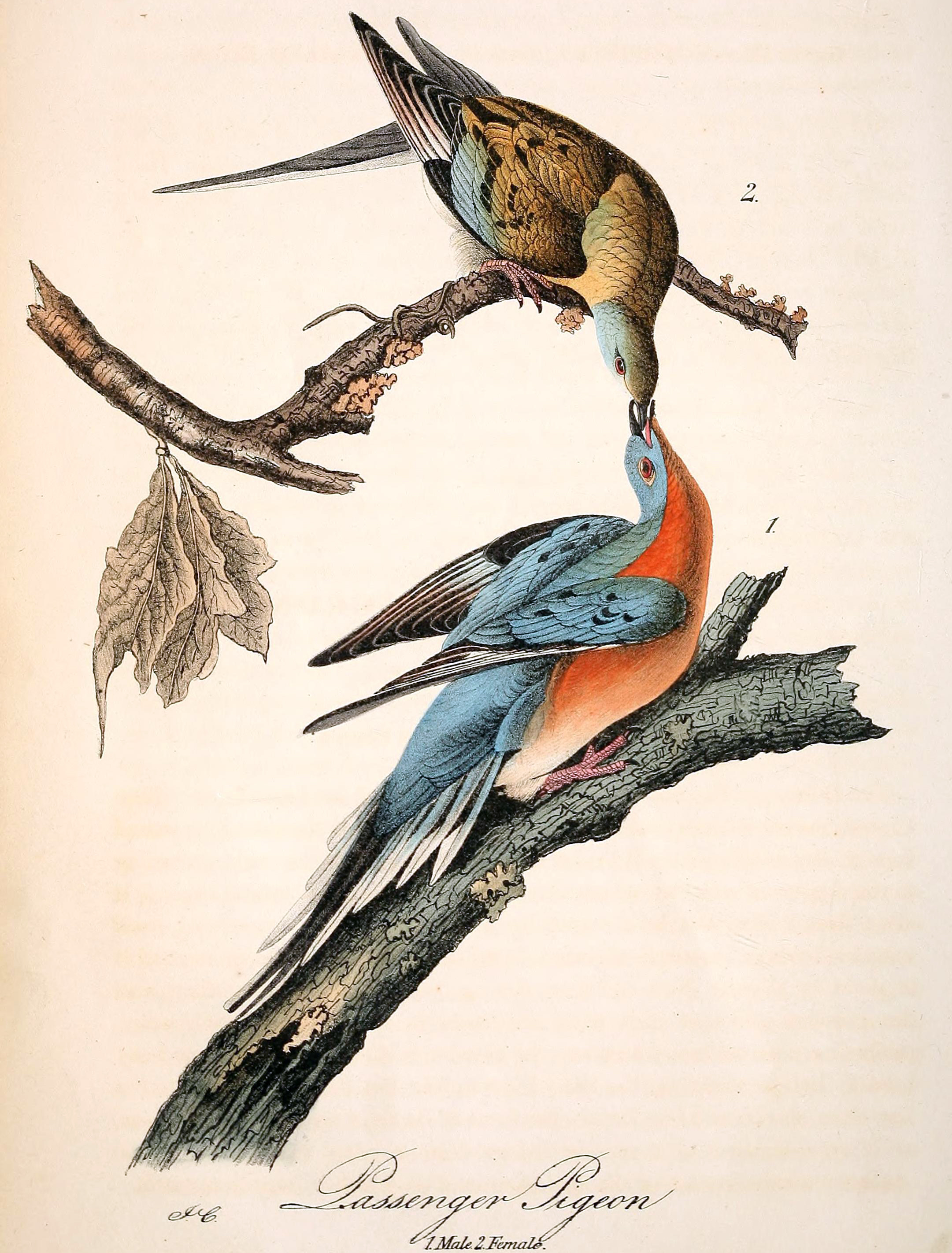
Casal por John James Audubon, de The Birds of America, 1827-1838. Esta imagem foi criticada por sua imprecisão científica.

Por pelo menos quinze mil anos, antes da chegada dos europeus nas Américas, pombos-passageiros e indígenas americanos coexistiram nas florestas do que mais tarde se tornaria a parte oriental dos Estados Unidos. Um estudo publicado em 2008 constatou que, durante a maior parte do Holoceno, as práticas de uso da terra pelos nativos influenciaram bastante a composição da vegetação. O uso regular do fogo controlado, o anelamento de árvores indesejadas e o plantio e cultivo das que produziam nozes, bolotas ou frutos, alterou a proporção das espécies vegetais. Além disso, a queima da serrapilheira tornava mais fácil encontrar esses alimentos que caíam das árvores. Alguns especialistas argumentam que tais práticas de uso da terra aumentaram as populações de vários animais, incluindo o pombo-passageiro, pois ampliava a disponibilidade de alimentos para eles. Por outro lado, acredita-se que a caça aos pombos e a competição por alguns tipos de nozes e bolotas tiveram efeito contrário para o tamanho da população da ave. A pesquisa genética pôde lançar alguma luz sobre essa questão. Em 2017, um estudo do DNA de pombo-passageiro descobriu que o tamanho de sua população permaneceu estável por 20 mil anos antes de seu declínio no século XIX e subsequente extinção, ao passo que um estudo de 2016 do DNA antigo de nativos americanos descobriu que a população desses povos passou por um período de rápida expansão, aumentando em 60 vezes, começando há cerca de 13 a 16 mil anos. Se ambos os estudos estiverem corretos, uma grande mudança no tamanho da população dos indígenas não teve impacto aparente no quantitativo de pombos-passageiros. Isso sugere que o efeito líquido das atividades dos nativos no tamanho da população dos pombos foi neutro.
O pombo-passageiro desempenhou um papel religioso em algumas tribos nativas norte-americanas. Os hurões acreditavam que a cada doze anos, durante a festa dos mortos, as almas dos falecidos se transformavam em pombos-passageiros, os quais eram caçados e comidos. O povo Ho-Chunk considerava o pombo-passageiro a ave do chefe, pois era servido sempre que o chefe dava um banquete. Antes de caçar os pombos jovens, o povo Seneca fazia uma oferenda de wampum e broches aos pombos-passageiros mais velhos; estes eram colocados em uma pequena chaleira ou outro recipiente perto de uma fogueira fumegante. Eles acreditavam que um pombo branco era o chefe da colônia de pombos-passageiro e que um "Conselho de Aves" havia decidido que os pombos deviam entregar seus corpos ao Seneca porque eram as únicas aves que se aninhavam em colônias. Os Seneca desenvolveram uma dança do pombo como forma de mostrar sua gratidão.
O explorador francês Jacques Cartier foi o primeiro europeu a relatar a existência de pombos-passageiros, durante sua viagem em 1534. A ave foi depois observada e registrada por figuras históricas como Samuel de Champlain e Cotton Mather. A maioria dos relatos antigos se concentra no grande número de pombos, nos céus escurecidos pelos bandos gigantes e na enorme quantidade de indivíduos caçados (50 mil aves teriam sido vendidas em um mercado de Boston em 1771). Os primeiros colonos acreditavam que grandes revoadas eram sinais de má sorte ou doença. Quando os pombos passavam o inverno fora de sua área de distribuição normal, alguns acreditavam que eles teriam "um verão e um outono doentios". Nos séculos XVIII e XIX, pensava-se que várias partes da ave tinham propriedades medicinais. O sangue era considerado benéfico para distúrbios oculares, o revestimento do estômago em pó era usado para tratar disenteria, e o esterco para uma variedade de doenças, como cefaleia, dor de estômago e letargia. Embora não durassem tanto quanto as penas de ganso, as penas do pombo-passageiro foram usadas como enchimento de roupa de cama. Eram tão populares que, por um tempo, em Saint-Jérôme, Quebec, todo dote incluía uma cama e travesseiros feitos de penas de pombo. Em 1822, uma família no condado de Chautauqua, Nova Iorque, matou 4 mil pombos em um dia apenas para esse fim.
O pombo-passageiro foi mencionado nos escritos e retratado em ilustrações de muitos naturalistas pioneiros. O desenho de Mark Catesby de 1731, a primeira representação publicada da ave, é um tanto rudimentar, segundo alguns comentaristas posteriores. A aquarela original na qual a gravura se baseia foi comprada pela família real britânica em 1768, junto de outras aquarelas de Catesby. Os naturalistas Alexander Wilson e John James Audubon testemunharam em primeira mão grandes migrações de pombos; eles publicaram relatos detalhados nos quais ambos tentaram deduzir o número total de aves envolvidas. A representação mais famosa e reproduzida do pombo-passageiro é a feita por Audubon em seu livro "The Birds of America", publicado entre 1827 e 1838. A imagem foi elogiada pela qualidade artística, mas criticada por supostas imprecisões científicas. Como Wallace Craig e Robert Shufeldt (entre outros) apontaram, as aves são mostradas empoleiradas e com o bico por cima da outra, mas na verdade fariam isso lado a lado. O macho é quem passaria o alimento para a fêmea, e a cauda dele não deveria estar aberta. Em contrapartida, Craig e Shufeldt citaram ilustrações do americano Louis Fuertes e do japonês K. Hayashi como mais acuradas. Ilustrações do pombo-passageiro costumavam ser feitas a partir de aves empalhadas. Charles R. Knight é o único artista "sério" conhecido a ter desenhado espécimes vivos. Ele o fez em pelo menos duas ocasiões: em 1903, desenhou um indivíduo possivelmente de um dos três aviários com aves sobreviventes e, algum tempo antes de 1914, desenhou Martha, o último indivíduo, no zoológico de Cincinnati.
O pombo foi ilustrado e mencionado na literatura - incluindo poemas, canções e romances - por muitos escritores e artistas notáveis. Tem sido retratado na arte até a atualidade, como na pintura de Walton Ford de 2002 Falling Bough, e no mural de 2014 do ganhador da Medalha Nacional das Artes John Ruthven em Cincinnati, que celebra o centenário da morte de Martha. A data foi usada pelo grupo "Project Passenger Pigeon" para divulgar a extinção induzida pelo homem e reconhecer sua relevância no século XXI. Esta organização acredita que o pombo-passageiro poderia ser usado como uma espécie "emblemática" para conscientizar as pessoas sobre outras aves norte-americanas ameaçadas, mas menos conhecidas.

### Caça

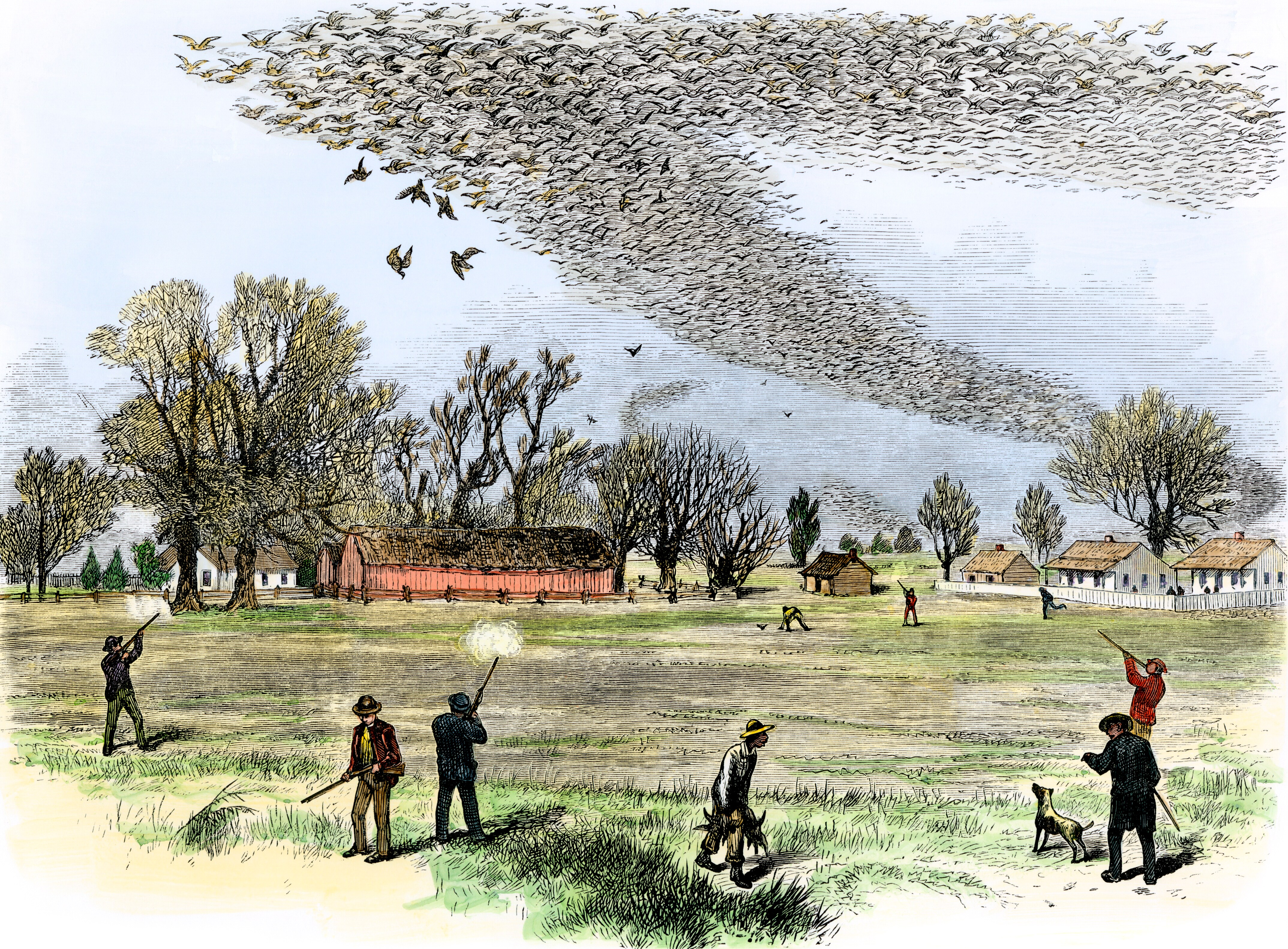
Caça no norte da Louisiana, Smith Bennett, 1875

O pombo-passageiro era uma importante fonte de alimento para os povos originários da América do Norte; inclusive antes da colonização europeia, conforme sugerido por evidências arqueológicas. Algumas tribos até se deslocavam parar viver mais perto das colônias de nidificação e se alimentar das aves jovens, matando-as à noite com longas varas. Muitos indígenas eram cuidadosos em não perturbar os pombos adultos; em vez disso, comiam apenas os juvenis, pois temiam que os pais abandonassem os ninhos. Perturbar pombos adultos era considerado crime em certas tribos. Longe dos ninhos, grandes redes eram usadas para capturar pombos adultos, às vezes até 800 de uma só vez. Aves voando baixo poderiam ser mortas atirando paus ou pedras. Num local em Oklahoma, os pombos que saíam de seus poleiros às manhãs voavam baixo o suficiente para que os cherokees pudessem atirar paus no meio deles, o que fazia com que os pombos da frente tentassem desviar e, na confusão, bloqueavam a revoada, resultando numa grande massa de pombos facilmente abatível. Entre as aves de caça, os pombos-passageiros ficaram atrás apenas do peru-selvagem em termos de importância para os nativos do sudeste dos Estados Unidos. A gordura da ave era armazenada, geralmente em grandes quantidades, e usada como manteiga.
Provavelmente, o relato mais antigo de europeus caçando pombos-passageiros data de janeiro de 1565, quando o explorador francês René Laudonnière escreveu sobre a morte de quase 10 mil deles em Forte Caroline em questão de semanas. Ele relatou que havia pombos em tão grande número, que por cerca de sete semanas todos os dias eram abatidos com arcabuzes mais de duzentos. Isso equivalia a cerca de um pombo-passageiro por dia para cada pessoa no forte. Após a colonização europeia, a caça se intensificou e passou a ser feita por métodos mais sofisticados e menos sustentáveis que os praticados pelos nativos. No entanto, também foi sugerido que a espécie era rara antes de 1492, e que o aumento subsequente em seus números pode ser devido à diminuição da população nativa americana (que, além de caçar as aves, competia pelos frutos) causada pela imigração europeia, e pelos produtos agrícolas que trouxeram (uma teoria para a qual Joel Greenberg ofereceu uma refutação detalhada em seu livro A Feathered River Across the Sky). A ave tinha um valor particular nas fronteiras, e alguns assentamentos contavam com sua carne para o sustento. O sabor da carne de pombo-passageiro variava conforme o modo preparo. Em geral, os juvenis tinham o melhor sabor, seguido das aves engordadas em cativeiro e as capturadas em setembro e outubro. Era comum engorda-los ou guardar seus corpos para o inverno. Os pombos mortos costumavam ser armazenados por meio de salga ou conserva; outras vezes, apenas os peitos eram mantidos, sendo, nesse caso, tipicamente defumados. No início do século XIX, caçadores profissionais começaram a capturar com redes ou abater as aves a tiro para vendê-las como alimento nos mercados urbanos; e até como forragem para porcos. Assim que a carne se popularizou, a caça comercial cresceu em escala prodigiosa.
Os pombos-passageiros eram baleados com tanta facilidade que muitos não os consideravam uma ave de caça, pois um caçador amador poderia facilmente derrubar seis com um tiro de espingarda; um tiro particularmente bom com os dois canos de uma espingarda em um poleiro podia matar 61 pombos. As aves eram frequentemente mortas em voo durante a migração ou imediatamente depois, quando geralmente empoleiravam-se em árvores mais expostas. Bastava disparar em direção ao céu, sem mirar, para que muitos pombos fossem derrubados. Eles se mostraram difíceis de atirar de frente, então os caçadores normalmente esperavam que os bando passassem por cima deles para então atirar. Às vezes, trincheiras eram cavadas e enchidas de grãos para que um caçador pudesse atirar nos pombos enquanto se alimentavam da isca. Os caçadores superavam em número os que faziam armadilhas e a caça aos pombos era um esporte popular para garotos. Em 1871, um único vendedor de munição forneceu três toneladas de pó e 16 toneladas de chumbo durante uma época de reprodução. Na segunda metade do século XIX, milhares de pombos foram capturados para uso na indústria de tiro esportivo. Os pombos eram usados como alvos vivos em torneios do tipo "disparo de armadilhas", com a liberação controlada de aves de gaiolas especiais. As competições também podiam consistir em pessoas em pé regularmente espaçadas, enquanto tentam abater o maior número possível de pombos na passagem de um bando. A espécie era considerada tão numerosa que 30 mil pombos-passageiros tiveram que ser mortos para reivindicar o prêmio em uma competição.
Muitos outros métodos foram usados para capturar e matar pombos-passageiros. As redes eram apoiadas de modo a permitir a entrada dos pombos e depois fechadas, soltando-se a vara que sustentava a abertura, prendendo vinte ou mais pombos dentro. As redes de túneis também tinham boa eficácia, e uma particularmente grande era capaz de capturar 3 500 pombos de uma só vez. Essas redes foram usadas por muitos agricultores em suas próprias propriedades, bem como por caçadores profissionais. Era costume colocar comida como isca no chão perto das redes para atrair as aves. Uma estratégia peculiar consistia em amarrar um pombo a um banquinho, às vezes cego por ter as pálpebras costuradas, para servir como chamariz. Quando um bando passava, uma corda era puxada, fazendo o pombo chamariz cair no chão, dando a impressão de que havia encontrado comida, e o bando era então atraído para a armadilha. O sal também era frequentemente usado como isca, e muitos caçadores se instalavam perto de fontes de sal. Pelo menos um caçador usou grãos embebidos em álcool como isca para intoxicar os pombos e torná-los mais fáceis de matar. Outro método de captura era caçar em uma colônia de nidificação, principalmente alguns dias depois dos pombos adultos abandonarem seus filhotes, mas antes que eles pudessem voar. Alguns caçadores usavam gravetos para empurrar os filhotes para fora do ninho, enquanto outros atiravam no fundo de um ninho com uma flecha para desalojar o pombo. Outros cortavam uma árvore de nidificação de tal maneira que, quando ela caísse, também atingisse uma segunda árvore com ninhos e desalojasse mais pombos. Em uma ocasião, 6 km2 de grandes árvores foram rapidamente derrubadas para obter pombos, um método considerado comum. Outro mais drástico era incendiar a base de uma árvore cheia de ninhos; os adultos fugiam e os jovens caíam. Às vezes, enxofre era queimado embaixo da árvore para sufocar os animais, que caíam da árvore atordoados.
Em meados do século XIX, as ferrovias abriram novas oportunidades para os caçadores de pombos. Embora fosse extremamente difícil transportar grandes quantidades dessas aves para as cidades do leste, o acesso ferroviário permitiu que a caça aos pombos se tornasse comercial. Um extenso sistema telegráfico foi introduzido na década de 1860, o que melhorou a comunicação nos Estados Unidos e facilitou a disseminação de informações sobre o paradeiro dos bandos. Com a chegada das ferrovias, estima-se que a cidade de Plattsburgh, no estado de Nova Iorque, tenha enviado 1,8 milhão de pombos para cidades maiores somente em 1851, a um preço de 31 a 56 centavos de dólar a dúzia. No final do século XIX, o comércio de pombos-passageiros ficou mais sofisticado. Grandes casas de comissão empregavam caçadores (conhecidos como "pigeoners") para perseguir os bandos durante todo o ano. Relata-se que um único caçador enviou três milhões de aves para cidades do leste durante sua carreira. Em 1874, pelo menos 600 pessoas eram empregadas como caçadores de pombos, número que dobrou em 1881. A captura se deu em tal proporção que, em 1876, os carregamentos de pombos mortos não conseguiam compensar os custos dos barris e do gelo necessários para seu transporte. O preço de um barril repleto de pombos caiu para menos de cinquenta centavos por conta da grande oferta. Os pombos-passageiros eram mantidos vivos para que sua carne estivesse fresca no momento do abate, e eram vendidos quando seu valor de mercado aumentasse. Milhares eram confinados em grandes cercados, embora as más condições levassem muitos a morrer por estresse, falta de comida e de água. Vários apodreciam antes que pudessem ser vendidos.
A caça ao pombo-passageiro foi documentada e retratada em jornais da época, nos quais diversos métodos de captura foram representados. A mais frequentemente reproduzida dessas ilustrações, de 1875, tinha a legenda: "Esportes de inverno no norte da Louisiana: caçando pombos selvagens". Os pombos-passageiros também eram vistos como pragas agrícolas, pois na procura por alimento os bandos podiam destruir plantações inteiras. A espécie foi descrita como um "perfeito flagelo" por algumas comunidades agrícolas, e caçadores foram contratados para "travar guerra" contra as aves a fim de economizar grãos, como mostrado em outra ilustração de jornal de 1867, intitulada "Atirando em pombos selvagens em Iowa". Quando se compara essas "pragas" com o bisonte das Grandes Planícies, o recurso valioso não era a espécie animal, mas sim os cultivos agrícolas consumidos por ele. As plantações atacadas eram vistas como calorias, proteínas e nutrientes potencialmente comercializáveis; e que acabavam direcionadas para a espécie errada.

### Declínio e tentativas de conservação

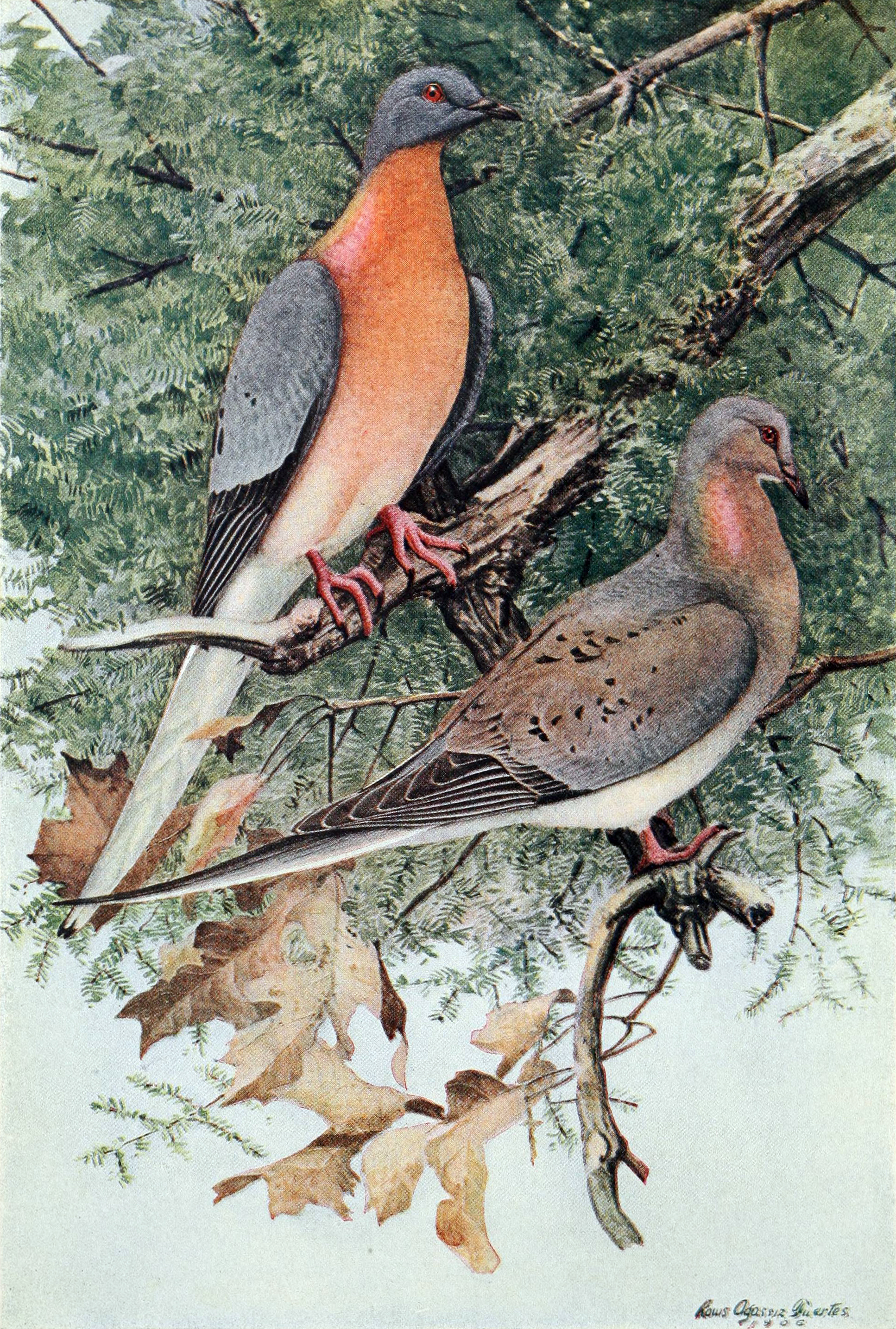
Macho e fêmea por Louis Agassiz Fuertes, frontispício de The Passenger Pigeon, de William Butts Mershon, 1907.

A noção de que a espécie poderia ser levada à extinção era estranha aos primeiros colonos, porque o número de pombos não aparentava diminuir, e também porque o próprio conceito de extinção ainda não havia sido definido. A ave parece ter sido lentamente "empurrada" para o oeste após a chegada dos europeus, tornando-se escassa ou ausente no leste da América do Norte, embora ainda houvesse milhões de pombos na década de 1850. A população deve ter diminuído de tamanho continuamente por muitos anos, embora isso tenha passado despercebido devido ao aparente grande número de aves, o que nublou seu declínio. Em 1856, o romancista e viajante francês Bénédict Henry Révoil pode ter sido um dos primeiros escritores a manifestar preocupação com o destino do pombo-passageiro, após testemunhar uma caçada em 1847 ele escreveu:
Tudo leva à crença de que os pombos, que não conseguem suportar o isolamento e são forçados a fugir ou mudar sua maneira de viver de acordo com a taxa em que a América do Norte é povoada pelo afluxo europeu, simplesmente terminem desaparecendo deste continente, e, se o mundo não acabar com isso antes de um século, aposto... que o amador da ornitologia não encontrará mais pombos selvagens, exceto aqueles nos Museus de História Natural.
Na década de 1870, a redução da população de pombos ficou perceptível, especialmente com o fim dos últimos ninhais em grande escala e subsequentes abates de milhões de aves em 1874 e 1878. Nessa época, os grandes ninhais eram vistos apenas no norte, ao redor dos Grandes Lagos. A última grande colônia foi formada em Petoskey, Michigan, em 1878 (após outra na Pensilvânia, alguns dias antes), onde 50 mil aves foram mortas por dia durante quase cinco meses. Os adultos sobreviventes tentaram estabelecer um segundo ninhal em novos locais, mas foram mortos por caçadores profissionais antes que tivessem a chance de criar qualquer filhote. Aninhamentos dispersos foram relatados na década de 1880, mas os pombos passaram a ficar desconfiados e, em geral, abandonavam seus ninhos quando perseguidos.
Na época desses últimos grandes ninhais já haviam sido promulgadas leis para proteger o pombo-passageiro, mas elas se mostraram ineficazes, pois eram formatadas de uma maneira pouco clara e difíceis de aplicar. H. B. Roney, que testemunhou o massacre de Petoskey, liderou campanhas para proteger o pombo, mas enfrentou resistência e acusações de que estava exagerando a gravidade da situação. Poucos infratores foram processados, principalmente alguns caçadores pobres, mas as grandes empresas não foram afetadas. Em 1857, um projeto de lei foi apresentado à Assembleia Legislativa do Estado de Ohio em busca de proteção para o pombo-passageiro, mas um Comitê Seleto do Senado apresentou um relatório afirmando que a ave não precisava de proteção - pois era "maravilhosamente prolífica" - e descartando a hipótese de que a espécie pudesse ser destruída. Os protestos públicos contra o disparo de armadilhas surgiram na década de 1870, em que as aves eram mal tratadas antes e depois das competições. Os conservacionistas foram ineficazes em parar o massacre. Um projeto de lei foi aprovado na Legislatura de Michigan, tornando ilegal a criação de pombos a menos de 3 km de uma área de nidificação. Em 1897, outro projeto dessa casa legislativa pedia uma pausa de 10 anos na caça aos pombos-passageiros. Medidas legais semelhantes foram aprovadas e depois desconsideradas na Pensilvânia. Os esforços se mostraram inúteis e, em meados da década de 1890, o pombo passageiro desapareceu quase completamente e provavelmente foi extinto como uma ave capaz de se reproduzir em estado selvagem. Sabe-se que pequenos bandos existiam neste momento, pois um grande número de aves ainda estava sendo vendida nos mercados. Depois disso, apenas diminutos grupos ou pombos solitários foram relatados, muitos deles abatidos assim que avistados.

### Últimos sobreviventes

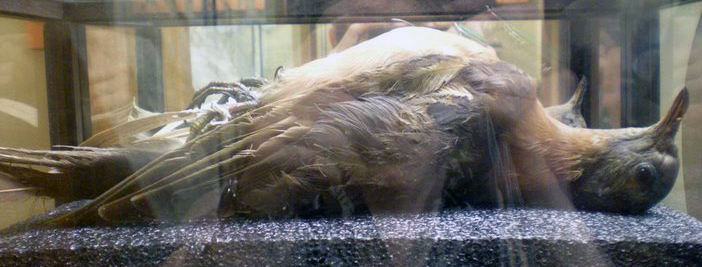
"Buttons", o penúltimo pombo-passageiro selvagem conhecido, no Zoológico de Cincinnati.

O último ninho e ovo registrados na natureza foram coletados em 1895 perto de Minneapolis. O último indivíduo selvagem na Louisiana foi descoberto entre um bando de rolas-carpideiras em 1896, e logo abatido. Muitos relatos posteriores são considerados falsos ou devido à confusão com rolas-carpideiras. O último registro inequívoco de um pombo-passageiro selvagem foi feito perto de Oakford, Illinois em 12 de março de 1901, quando um macho foi morto, empalhado e levado à Universidade Millikin em Decatur, Illinois, onde permanece até hoje. A data exata da morte desse macho foi descoberta somente em 2014, quando o escritor Joel Greenberg pesquisava para seu livro A Feathered River Across the Sky. Greenberg também apontou um registro de um macho abatido perto de Laurel, Indiana, em 3 de abril de 1902, que foi empalhado, mas posteriormente destruído.
Por muitos anos, pensou-se que o último pombo-passageiro selvagem confirmado foi baleado perto de Sargents, no Condado de Pike, Ohio, em 24 de março de 1900, quando um garoto chamado Press Clay Southworth matou uma fêmea com uma arma BB. Ele não percebeu que era um pombo-passageiro, mas seus pais a identificaram e enviaram a um taxidermista. O espécime, batizado de "Buttons" devido aos botões usados em vez dos olhos de vidro, foi doado à Sociedade Histórica de Ohio pela família em 1915. A confiabilidade dos relatos sobre os casos de Ohio, Illinois e Indiana está em questão. O presidente dos Estados Unidos Theodore Roosevelt afirmou ter visto um pombo em Michigan em 18 de maio de 1907. O ornitólogo Alexander Wetmore alegou que viu um par voando perto de Independence, Kansas, em abril de 1905. Em 1910, a União Americana de Ornitólogos ofereceu uma recompensa de 3 mil dólares pela descoberta de um ninho, valor equivalente a mais de 100 mil dólares em 2024.
A maioria dos pombos em cativeiro foram mantidos para fins de exploração, mas alguns foram alojados em zoológicos e aviários. Somente Audubon alegou ter levado 350 aves para a Inglaterra em 1830, distribuindo-as entre vários nobres. A espécie também foi mantida no zoológico de Londres. Por ser uma espécie comum, atraía pouco interesse; até se tornar rara na década de 1890. Na virada do século XX, os últimos pombos-passageiros em cativeiro conhecidos foram divididos em três grupos; um em Milwaukee, um em Chicago e outro em Cincinnati. Alega-se que mais algumas pessoas tinham pombos em vários lugares, mas esses relatos não são considerados confiáveis hoje. O plantel de Milwaukee foi mantido por David Whittaker, que iniciou sua coleção em 1888, e possuía quinze pombos alguns anos depois, todos descendentes de um único casal.

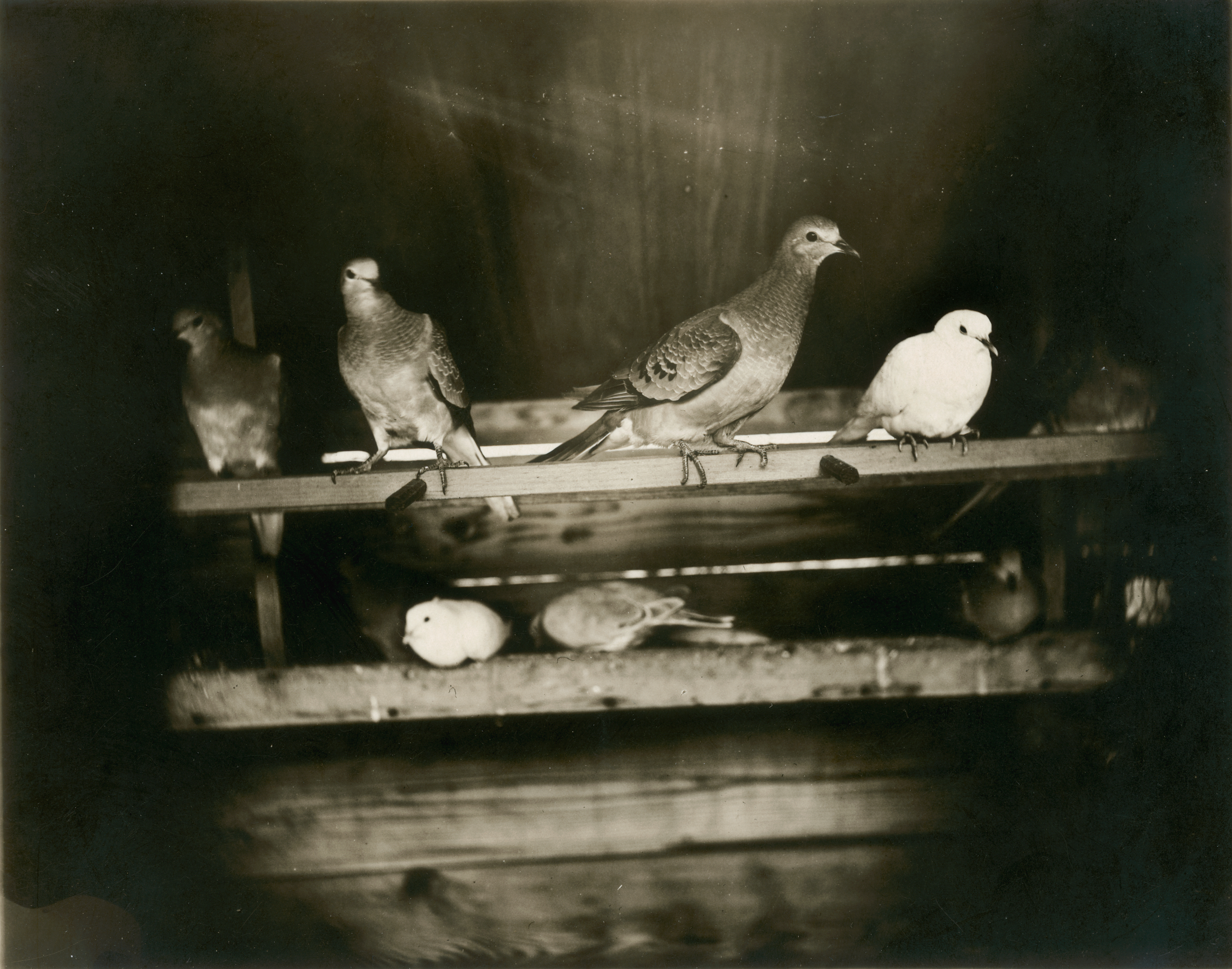
O aviário de Whitman com pombos-passageiros e outras espécies, 1896/98.

O plantel de Chicago foi mantido por Charles Otis Whitman, cuja coleção começou com pombos comprados de Whittaker a partir de 1896. Ele tinha interesse em estudar pombos e mantinha seus pombos-passageiros com outras espécies de pombos. Whitman trazia consigo seus pombos de Chicago para Massachusetts de trem todos os verões. Em 1897, Whitman havia comprado todos os pássaros de Whittaker e, ao atingir um máximo de 19 indivíduos, ele devolveu sete a Whittaker em 1898. Nessa época, uma série de fotografias foram tiradas desses pássaros; 24 das fotos sobrevivem. Algumas dessas imagens foram reproduzidas em vários meios, cujas cópias agora são mantidas na Sociedade Histórica de Wisconsin. Não está claro exatamente onde, quando e por quem essas fotos foram tiradas, mas algumas parecem ter sido feitas em Chicago em 1896, outras em Massachusetts em 1898, a última por J. G. Hubbard. Em 1902, Whitman possuía dezesseis aves. Muitos ovos foram postos por seus pombos, mas poucos eclodiram e muitos filhotes morreram. Foi publicado um inquérito de jornal que solicitava "sangue fresco" ao rebanho que agora havia cessado a reprodução. Em 1907, ele estava com duas pombas passageiras que morreram naquele inverno e ficou com dois híbridos inférteis do sexo masculino, cujo destino subsequente é desconhecido. Nessa época, apenas quatro (todos os machos) dos pombos que Whitman havia retornado a Whittaker estavam vivos, e estes morreram entre novembro de 1908 e fevereiro de 1909.

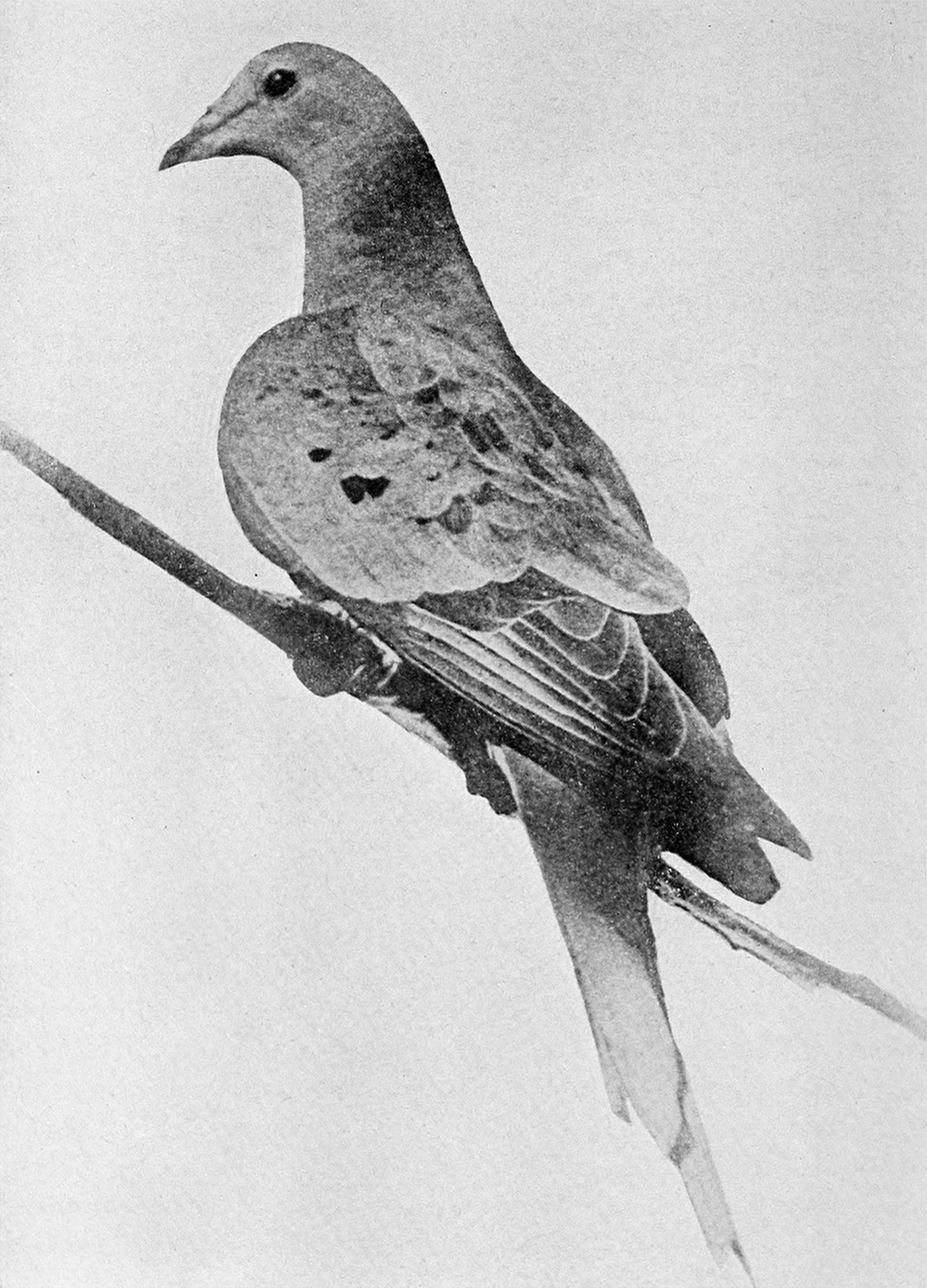
Martha, o último pombo-passageiro, viva em 1912.

O zoológico de Cincinnati, um dos mais antigos dos Estados Unidos, mantinha pombos-passageiros desde sua abertura em 1875. A instituição tinha mais de vinte indivíduos em uma gaiola de 3 por 3,7 metros. Aparentemente, a espécie não estava lá por sua raridade, mas para permitir que os visitantes tivessem um olhar mais atento a uma espécie nativa. Reconhecendo o declínio das populações selvagens, Whitman e o zoológico de Cincinnati se esforçavam constantemente para procriar os pombos sobreviventes, incluindo tentativas de fazer um pombo-doméstico ajudar a chocar ovos de pombo-passageiro. Em 1902, Whitman doou uma fêmea ao zoológico; possivelmente era o indivíduo mais tarde conhecido como Martha, que se tornaria o último membro vivo da espécie. Outras fontes argumentam que Martha nasceu no zoológico de Cincinnati, viveu lá por 25 anos e era descendente de três casais de pombos adquiridos pelo zoológico em 1877. Pensa-se que esse indivíduo tenha se chamado Martha porque seu último companheiro de gaiola chamava-se George, uma homenagem a George Washington e sua esposa Martha, embora também acredita-se que ela recebeu o nome da mãe de um dos amigos de um tratador.
Em 1909, Martha e seus dois companheiros machos no zoológico de Cincinnati se tornaram os únicos sobreviventes da espécie. Um desses machos morreu por volta de abril daquele ano. E George, o último macho, faleceu em 10 de julho de 1910. Não se sabe se os restos mortais de George foram preservados. Martha logo se tornou uma celebridade devido ao seu status de endling, e a recompensa de mil dólares para quem lhe encontrasse um companheiro atraiu ainda mais visitantes. Durante seus últimos quatro anos em solidão (sua gaiola media 5,4 por 6 metros), Martha ficou cada vez mais lenta e imóvel; os visitantes jogavam areia nela para fazê-la se mover, e sua gaiola acabou por ter acesso limitado. Martha morreu de velhice em 1º de setembro de 1914, sendo encontrada sem vida no chão de sua gaiola. Alegou-se que ela morreu às 13h, mas outras fontes sugerem que ela morreu algumas horas depois. Dependendo da fonte, Martha tinha entre 17 e 29 anos na época de sua morte, embora 29 seja a idade geralmente aceita. Na época, sugeriu-se que Martha poderia ter morrido de um derrame apoplético, pois havia sofrido um poucas semanas antes de morrer. Seu corpo foi congelado em um bloco de gelo e enviado para o Smithsonian Institution em Washington, D.C., onde foi esfolado, dissecado, fotografado e empalhado. Como estava passando pelo processo de muda da plumagem, foi difícil de empalhar, e penas que haviam caído antes foram adicionadas à pele. Martha esteve em exibição por muitos anos, passou um período nos cofres do museu, mas voltou a ser exibida no Museu Nacional de História Natural em 2015. Há uma estátua em sua homenagem no jardim zoológico de Cincinnati, em frente ao "Passenger Pigeon Memorial Hut", local que abrigou o aviário onde ela vivia, hoje um Marco Histórico Nacional nos Estados Unidos. Coincidentemente, o último espécime do extinto periquito-da-carolina, chamado "Incus", morreu na gaiola de Martha em 1918; os restos empalhados desta ave são exibidos no "Memorial Hut".

### Causas da extinção

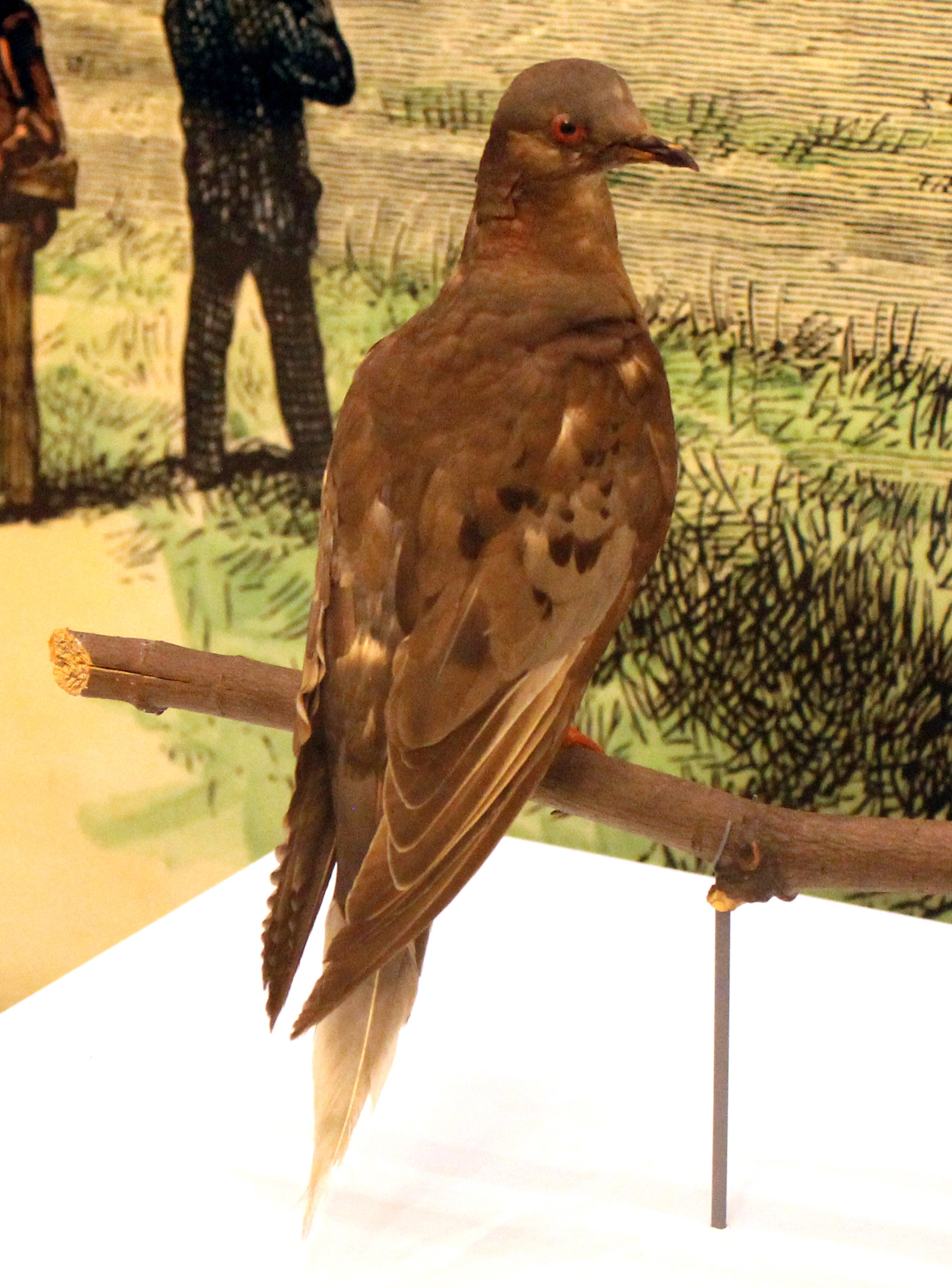
Martha no Smithsonian Institution, 2015.

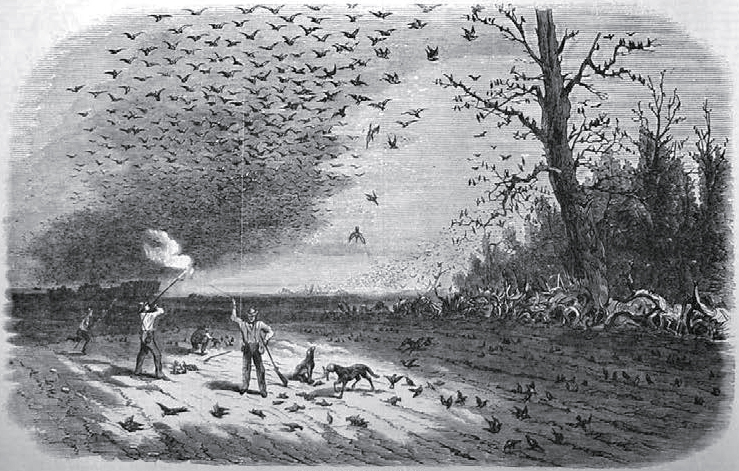
Pombos sendo abatidos para proteger plantações em Iowa, 1867

As principais razões para a extinção do pombo-passageiro foram a caça em larga escala, a rápida perda de habitat e seu estilo de vida extremamente social, o que o deixava bastante vulnerável aos fatores anteriores. O desmatamento foi impulsionado tanto pela necessidade de liberar terras para a agricultura e expansão de cidades, como também pela demanda por madeira e combustível. Cerca de 728 mil km2 foram desmatados para a agricultura entre 1850 e 1910. Embora ainda existam enormes áreas florestais no leste da América do Norte, que abrigam uma rica diversidade de vida selvagem, elas não foram suficientes para prover o grande número de pombos-passageiros necessários para sustentar a população. Em contraste, populações muito pequenas de aves quase extintas, como o kakapo e o takahe, foram capazes de assegurar sua existência até o presente. Os efeitos combinados da caça intensa e do desmatamento foram referidos como uma "blitzkrieg" (guerra relâmpago) contra o pombo-passageiro, sendo rotulada como uma das maiores e mais absurdas extinções induzidas pela humanidade em toda a História. À medida que os bandos reduziam de tamanho, a população de pombos diminuiu abaixo do limiar necessário para perpetuar a espécie.
Um estudo genético de 2014, que encontrou flutuações naturais no quantitativo populacional da ave antes da chegada humana à América, também concluiu que a espécie se recuperava rotineiramente de quedas na população. Os pesquisadores sugeriram que um desses momentos de baixa populacional pode ter coincidido com a intensificação da predação por seres humanos no século XIX, uma combinação que levaria à rápida extinção. Um cenário semelhante pode explicar a brusca extinção da espécie de gafanhoto Melanoplus spretus durante o mesmo período. Também foi sugerido que, após o desbaste da população do pombo-passageiro, seria mais difícil para as poucas aves solitárias localizar áreas adequadas de alimentação. Além dos pombos mortos ou expulsos pela pressão da caça desenfreada durante as épocas de reprodução, muitos filhotes também ficaram órfãos antes de serem capazes de cuidar de si mesmos. Outras razões para a extinção menos convincentes foram eventualmente sugeridas, incluindo afogamentos em massa, doença de Newcastle e migrações para lugares fora da área de ocorrência original.
A extinção do pombo-passageiro despertou interesse público no movimento conservacionista, e resultou em novas leis e práticas que impediram muitas outras espécies de se extinguirem. O rápido declínio influenciou métodos de avaliação posteriores do risco de extinção de populações animais ameaçadas. A União Internacional para a Conservação da Natureza tem usado o pombo-passageiro como exemplo nos casos em que uma espécie foi declarada "em risco de extinção", mesmo que o tamanho de sua população seja grande.

### Potencial recriação da espécie

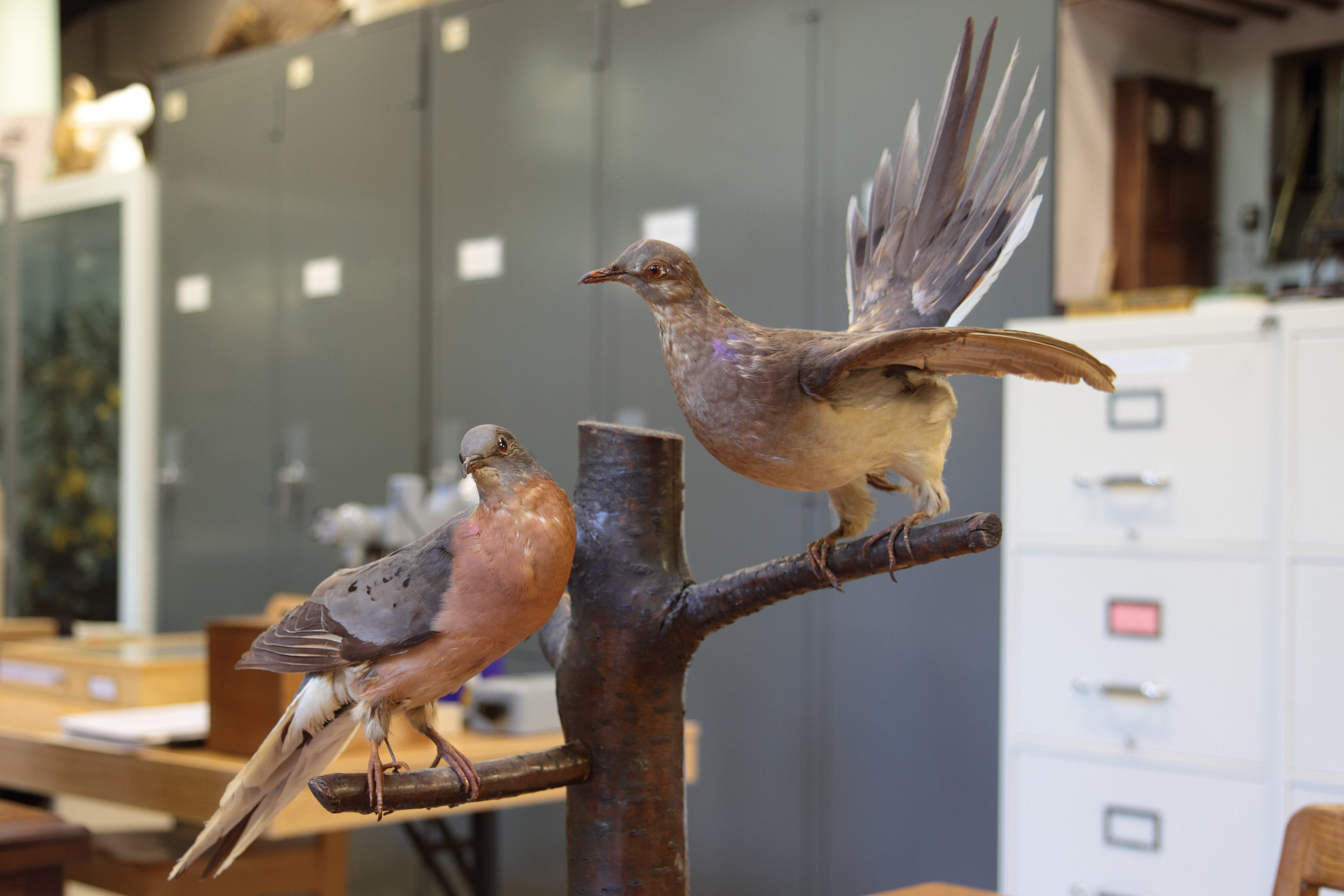
Casal taxidermizado na biblioteca da Universidade Laval.

Hoje, existem mais de 1 532 peles de pombos-passageiros (junto com 16 esqueletos), espalhadas por muitas instituições em todo o mundo. A espécie é apontada como uma das que podem ser revividas quando a biotecnologia permitir (um conceito que foi denominado "deextinção"), usando material genético dos pombos empalhados. Em 2003, o íbex-dos-pirenéus (Capra pyrenaica pyrenaica, uma subespécie do íbex-ibérico) foi o primeiro animal extinto a ser clonado de volta à vida; o clone viveu apenas sete minutos antes de morrer por problemas pulmonares. Um obstáculo à clonagem do pombo-passageiro é o fato de que o DNA dos espécimes de museus foi contaminado e fragmentado, devido à exposição ao calor e ao oxigênio. O geneticista americano George Church propôs que o genoma do pombo-passageiro possa ser reconstruído reunindo fragmentos de DNA de diferentes indivíduos. O próximo passo seria dividir esses genes nas células-tronco de pombos-domésticos (ou de pombas-de-coleira-branca), que seriam transformados em óvulos e espermatozoides e colocados nos óvulos de pombos, resultando em pombos-domésticos portadores de esperma e óvulos de pombo-passageiro. A prole destes teria características de pombo-passageiro e seria criada para favorecer características únicas da espécie extinta.
A ideia geral de recriar espécies extintas tem sido criticada, uma vez que a grande soma de dinheiro necessária poderia ser gasta na conservação de espécies e habitats atualmente ameaçados; e porque os esforços de conservação podem ser vistos como menos urgentes. No caso do pombo-passageiro, por ser muito sociável, é improvável que se consiga criar aves suficientes para que a sua reintrodução seja bem-sucedida, e não está claro se ainda existe habitat apropriado suficiente para a sua reintrodução. Além disso, os pombos "pais" que cuidariam dos pombos-passageiros clonados pertenceriam a uma espécie diferente, com uma forma diferente de criar seus filhotes.